# Mequinenza
Mequinenza (en catalán: Mequinensa) es un municipio y localidad de España, en la provincia de Zaragoza, comunidad autónoma de Aragón. El municipio pertenece a la comarca del Bajo Cinca. Está situado en el extremo oriental de la provincia, limitando con las de Huesca y Lérida, en la confluencia de los ríos Ebro y Segre, que poco antes ha recibido las aguas del Cinca. El término municipal, de 307,45 km², tiene una población de 2232 habitantes (INE 2024). Su embalse, conocido como Mar de Aragón, construido entre 1957 y 1964, tiene una capacidad de 1 530 000 000 m³ y es uno de los más grandes del país.
El municipio se encuentra en la llamada Franja de Aragón, una zona donde se habla catalán. Mequinenza se encuentra emplazada entre los embalses de Mequinenza y Riba-roja. Dispone de un campo de regatas para remo y piragüismo considerado uno de los mejores de Europa por su excelente accesibilidad, su lámina de agua estable y sus instalaciones deportivas a orillas del embalse.
Las Fiestas San Blas y Santa Águeda tienen lugar en el mes de febrero, con la celebración de un concurso de disfraces de elaboración artesanal declarado Fiesta de Interés Turístico de Aragón.

## Toponimia
El nombre proviene de Miknasa, una tribu bereber que edificó un asentamiento defensivo en el castillo de Mequinenza en el siglo VIII. Se latinizó como Miquinencia y aparece de forma distinta en la documentación hasta el siglo XIX alternándose las formas Mquinensa, Miquinença, Mequinença, Mequinensa o Mequinenza. Por antonomasia, se conoce popularmente la población como "lo poble".  En castellano el topónimo es Mequinenza y en catalán Mequinensa.

## Geografía

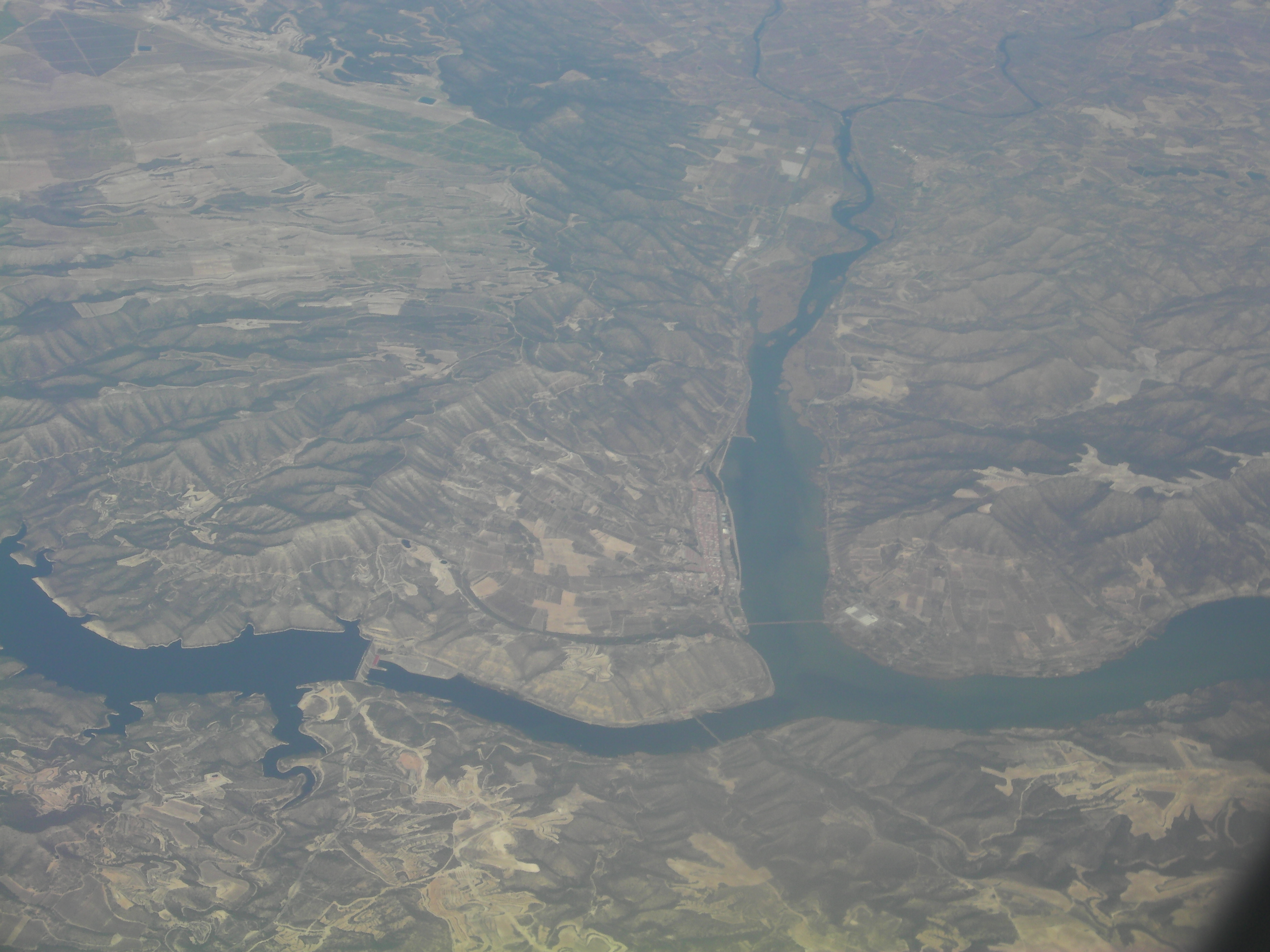
Vista aérea de Mequinenza

Integrado en la comarca de Bajo Cinca, se sitúa a 134 km de la capital provincial. El término municipal está atravesado por la carretera N-211 entre los pK 291 y 318, además de por las carreteras A-1411, que permite la comunicación con Fayón, y por la A-2414, que conecta con Granja de Escarpe.  
El extenso territorio de Mequinenza se caracteriza por la presencia de dos grandes masas de agua: el embalse de Mequinenza y el embalse de Ribarroja, los cuales regulan el caudal del río Ebro, que recibe las aguas del río Segre poco después de la desembocadura del río Cinca. La zona montañosa está formada por la sierra de los Rincones (398 m) y la sierra de Mequinenza (447 m), ambas al sur del Ebro. Junto al pueblo se levanta el pico Montnegre (410 m) y en el límite con la Provincia de Lérida se encuentra la sierra de Campells (350 m). La altitud oscila entre los 447 m (Alto de los Auts), en la sierra de Mequinenza, y los 75 m a orillas del río Ebro en el embalse de Ribarroja. El pueblo se alza a 78 m sobre el nivel del mar.
| Noroeste: Fraga (Huesca) | Norte: Fraga (Huesca) y Torrente de Cinca (Huesca) | Noreste: Granja de Escarpe (Lérida)               |
| Oeste: Caspe             |                                                    | Este: Granja de Escarpe (Lérida) y Serós (Lérida) |
| Suroeste: Fabara         | Sur: Nonaspe y Fayón                               | Sureste: Almatret (Lérida)                        |

### Los lignitos de Mequinenza
La cuenca carbonífera de Mequinenza constituye la principal área carbonífera de la provincia de Zaragoza, y se extiende por los límites territoriales de Aragón y Cataluña, con el epicentro en Mequinenza, la localidad que da nombre a dicho espacio minero. Abarca una superficie de unos 500 km² que se extiende en unos 20 km en dirección este-oeste a lo largo de los márgenes de los ríos Ebro, Segre y Cinca.
El tipo de carbón que aparece en la cuenca se relaciona con depósitos continentales que colmataron la zona oriental de la Cuenca del Ebro entre el Oligoceno superior y el Mioceno inferior. Su edad quedaría ubicada entre los 35 y los 25 millones de años, configurando una clase de carbón relativamente joven comparados con los de otras cuentas. Históricamente, la capitalidad del mineral turolense y su proximidad a los núcleos de población más grandes ha hecho sombra a los depósitos acumulados en el área oriental de la depresión del Ebro, tratándose en ambos casos de lignito negro, denominado también hulla subituminosa. Esta tiene una potencia calorífica que puede llegar a las 6000 calorías permitiendo que haya sido un mineral históricamente demandado por industrias (de cemento, químicas y azucareras) que valoraban principalmente su capacidad para generar energía.
Como curiosidad, en agosto de 1884, La Carbonífera del Ebro llegó a ofrecer a las autoridades de Barcelona lignito de Mequinenza para encender grandes hogueras en las calles para "sanear" la atmósfera ante la amenaza de una epidemia de cólera.
Las características geológicas del lignito mequinenzano condicionaron las labores mineras. Existen más de 30 niveles diferentes de lignito completamente horizontales, aunque la mayoría de ellos eran demasiado estrechos para ser explotados lo que obligaba a los mineros a trabajar en cuclillas o tumbados en el espacio interior de la capa, de unos 40 a 60 cm de altura.
Más de 150 años de explotaciones mineras en la cuenca minera de Mequinenza han resultado en una gran cantidad de patrimonio e historia minera que en la actualidad se pueden visitar y recorrer en el Museo de la Mina de Mequinenza. En la cuenca carbonífera de Mequinenza llegaron a trabajar en un momento u otro más de 200 explotaciones mineras. Algunas de ellas estaban alejadas de los núcleos urbanos y sin vías de comunicación, por lo que en algunos casos se construyeron poblados mineros donde solían vivir las familias completas o los trabajadores. La empresa Carbonífera del Ebro edificó un importante alojamiento de tres plantas de estilo de entreguerras situado en la mina Virgen del Pilar. El edificio principal contaba con tres plantas con una longitud de 65 m y junto a él otro más pequeño destinado a oficinas y residencia de ingenieros. Este poblado acogía a trabajadores venidos de poblaciones cercanas como Fayón, Nonaspe, Fraga, Caspe o incluso Sástago.
Las malas comunicaciones por tierra de las zonas mineras con los puntos de consumo obligaron a utilizar el Ebro como medio principal de transporte, mediante embarcaciones de carga conocidas como llauts o llaguts, que descendían cargadas a favor de la corriente y ascendían vacías remolcadas por mulas que seguían el camino de sirga en la orilla. El destino de las embarcaciones era Fayón, donde el lignito se trasbordaba al ferrocarril, aunque una parte de ellas continuaban aguas abajo hasta la empresa Electro-Química de Flix, que también utilizaba este carbón.

### Lugares de interés geológico[11]
- Aiguabarreig Ebro-Segre-Cinca: El espacio de unión de los ríos Ebro, Segre y Cinca constituye la mayor confluencia fluvial de toda la península ibérica.
- Paleomeandro del Segre: Antiguo meandro del río Segre formado durante el Pleistoceno.
- Lignitos de Mequinenza: Alrededor de toda la zona pueden verse diversos afloramientos de niveles lignitíferos del Cenozoico. Entre ellos también pueden verse pequeños niveles de yeso.
- Pliegues y paleocanales de Bellavista: Conjunto de pliegues y paleocanales con materiales yesosos y margosos, conformados entre los materiales cenozoicos de la Depresión del Ebro.

## Historia

### Antigüedad
Hay que destacar la importancia que algunos autores han dado la situación en esta zona de la ciudad ibérica de Octogesa, que jugó un papel importante en el desarrollo de la batalla de Ilerda. Desde 1983 y como parte de los programas de investigación del Museo de Zaragoza, en colaboración con el Ayuntamiento de Mequinenza y el apoyo de la Diputación General de Aragón se llevaron a cabo una serie de excavaciones en tres sitios: Los Castellets, Barranco de la Mina Vallfera y Riols I.
- Los Castellets: un espacio clave para el conocimiento del paso de los pueblos de la Edad de Bronce tardía a la cultura de los campos de urnas. El conjunto se compone de una colonia sobre un estribo en el río Ebro, rodeado por dos torres, una pared y una zanja, junto a dos necrópolis. Es el único de todo Aragón en el que se han encontrado conjuntamente necrópolis de inhumación e incineración.
- Barranco de la Mina Vallfera: se llevó a cabo una campaña de excavación de emergencia en este sitio, descubriendo un grupo muy importante de aldeas necrópolis y datación final neolítica.
- Riols I. En octubre de 1985 se llevó a cabo la primera campaña de excavación de emergencia que describía un asentamiento de características similares a las del Barranco de la Mina Vallfera. La conservación de este yacimiento permitió iniciar los estudios que apuntaron que databa del período final del Neolítico.
- Numerosas pinturas y grabados asociados han sido encontrados en Mequinenza, pertenecientes al Arte rupestre del arco mediterráneo de la península ibérica, considerados Patrimonio de la Humanidad por la UNESCO en 1998:[12] Barranco de Campells I, Barranco de Campells II, Barranco de La Plana I,  Barranco de La Plana II, Camino de la Cova Plana I, Camino de la Cova Plana II, Mas de Patriciel I,  Roca de Marta, Sierra de los Rincones I, Valmayor IV, Valmayor V, Val de Caballé, Val de Mamet I, Val de Mamet II y Vallbufandes I.

### Edad Media
La presencia de fragmentos de cerámica “sigillata” decorada en diversos espacios llevan a indicar una ocupación romana. Julio César en su obra “De Bello Civili” hace referencia a la población de Octogesa que algunos historiadores sitúan en Mequinenza.:
Tomada esta resolución, mandan coger barcas por todo el Ebro y conducirlas a Octogesa. Estaba esta ciudad a la ribera del Ebro, distante veinte millas de los reales. Aquí disponen formar un puente de barcas, y haciendo pasar dos legiones por el Segre, fortifican su campo con un vallado de doce pies.

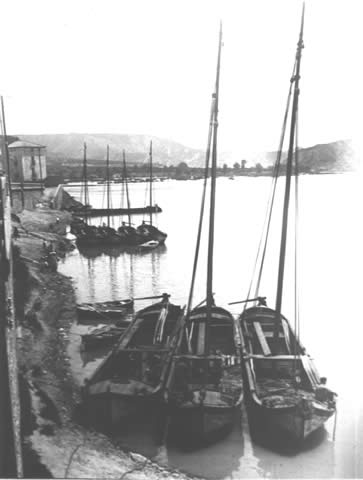
Llaüts en la antigua Mequinenza

El topónimo de Mequinenza procede de la tribu bereber Banú Miknasa a los que se atribuye la fundación de la misma con su llegada a la península entre el 714 y 719. Durante la reconquista, Alfonso I la ocupó en 1133 (aunque los almorávides la reconquistaron poco después) y fue reconquistada definitivamente por Ramón Berenguer IV en 1149. Mequinenza pasó a los dominios de la familia noble de los Moncada, señores de la baronía de Aitona. En este periodo se reedificaría la fortaleza defensiva. Al-Idrisi, cronista árabe de la época, la describe así: 
«Es pequeña, pero tiene una gran fortaleza de fuerte aspecto y se encuentra en las fronteras de al-Ándalus». 
En 1133 la población musulmana es conquistada por Alfonso I pero es de nuevo recuperada por las fuerzas musulmanas de Yahya ibn Ganiya en 1136. No será hasta 1149 cuando Mequinenza pasará definitivamente a manos cristianas tras la conquista por parte de Ramón Berenguer IV. Algunos documentos identifican que este hecho tuvo lugar el 24 de octubre de 1149.
Desde entonces, la población (y probablemente las fortificaciones defensivas emplazadas y construidas por los habitantes musulmanes) se convertirán en tenencias de realengo, denominación jurisdiccional que indica que el lugar dependía directamente del rey. En 1153, se realizará la donación de 1/5 de las tierras situadas en la ribera del Ebro desde Mequinenza hasta Benifallet a la Orden del Temple, pero es probable que el castillo, la villa, las tierras circundantes y los molinos y laudas de Mequinenza quedaran todavía bajo la dependencia real o de Guillem Ramón de Moncada. 
| Año                     | Tenente                        | Señor                                                             | Monarca                                    |
| ----------------------- | ------------------------------ | ----------------------------------------------------------------- | ------------------------------------------ |
| 1133                    | Lope Iñíguez (o Lope Enecones) |                                                                   | Alfonso I (1104-1134)                      |
| 1134 (agosto-diciembre) | Fortún Galíndez                |                                                                   | Alfonso I (1104-1134)                      |
| 1135                    | Lope López                     |                                                                   | Ramiro II (1134-1137)                      |
| 1153-?                  |                                | Guillén Ramón de Moncada                                          | Petronila y Ramón Berenguer IV (1137-1162) |
| 1160 - 1168             | Arpa                           |                                                                   | Petronila y Ramón Berenguer IV (1137-1162) |
| 1160 - 1168             | Arpa                           | Alfonso II y doña Sancha (1162-1196)                              |                                            |
| 1189?-1207              |                                | Condes de Urgel Armengol VIII                                     | Pedro II (1196-1213)                       |
| 1207-1230               |                                | Guillén de Cervera                                                | Pedro II (1196-1213)                       |
| 1207-1230               | Jaime I (1213-1276)            | Guillén de Cervera                                                |                                            |
| 1230                    |                                | Tomás de Sant Climent Ramón Berenguer de Ager Constanza de Aragón |                                            |
| 1231-1232               |                                | Tomás de Sant Climent                                             |                                            |
| 1232?                   |                                | Pedro Sanç                                                        |                                            |
| 1237-1243               |                                | Tomás de Sant Climent                                             |                                            |

En 1212, Pedro II prometió a su hija legitimada (Constanza de Aragón, contraída fuera de su matrimonio), al noble catalán Guillén Ramón de Moncada en una fiesta celebrada en Tauste. La dote que aportaría la infanta serían los señoríos de Mequinenza, Aytona, Albalate de Cinca, Serós y Soses con todos sus derechos, castillos, villas y términos. Se iniciaba así la rama de Aytona del linaje de Moncada, que toma el nombre del más importante de los señoríos que Constanza recibió. A partir de este momento, los descendientes del linaje de los Moncada serán los señores de Mequinenza.
| Año                          | Señor                                                 |
| ---------------------------- | ----------------------------------------------------- |
| 1212 (año de la dote) - 1250 | Constanza de Aragón, I señora de Aytona               |
| 1243/1245 - 1266             | Pedro Ramón de Moncada, II señor de Aytona            |
| 1266?-1285                   | Guillén Ramón de Moncada, señor de Serós y Mequinenza |
| 1253 - 1266?*                | Constanza de Moncada                                  |
| 1285-1313                    | Berenguela de Moncada, señora de Serós y Mequinenza   |
| 1313-1320                    | Elisenda de Moncada, Señora de Serós y Mequinenza     |
| 1320-1322                    | Oto de Moncada "el Viejo", IV señor de Aytona         |
| 1322-1327?                   | Elisenda de Moncada, Señora de Serós y Mequinenza     |
| 1327?-1341                   | Oto de Moncada "el Viejo", IV señor de Aytona         |
| 1341-1354                    | Oto de Moncada y Moncada, V Señor de Aytona           |
| 1354-1371                    | Guillén Ramón de Moncada, VI Señor de Aytona          |
| 1371-1421                    | Oto de Moncada, VII señor de Aytona                   |
| 1421-1455                    | Guillén Ramón de Moncada, VIII señor de Aytona        |

Durante este período surgen conflictos entre Fraga y Mequinenza a causa de sus límites fronterizos. El 6 de septiembre de 1246, para evitar batallas y litigios, Pedro de Moncada y su mujer Sibila proceden al amullaramiento de dichos términos, aunque a cambio de las mejoras otorgadas a los fragatinos, respetando los términos de sus municipios, los hombres de la villa de Fraga se ven obligados a pagar a los Moncada cien maravedís de oro. Mequinenza no evita la peste de 1348, que ocasiona muchas víctimas en esta ocasión y también en los rebrotes epidémicos desde 1380. A raíz de esto, de 1381 a 1387, el infante Juan el Cazador permanece en diversas ocasiones en el castillo de Mequinenza.
En 1410, tras la muerte sin descendencia de Martín el Humano y durante las disputas sucesorias que desembocaron en el Compromiso de Caspe, los partidarios del conde Jaime de Urgel en el reino de Aragón organizaron su propio parlamento en la localidad, en oposición al de Alcañiz, encabezado por los leales a Fernando de Trastámara.  Diferentes guerras como la Guerra Civil Catalana (1462-1472), la guerra de Secesión (1640-1652) y la Guerra de Sucesión (1705-1714) también asolaron la población y el castillo.

### Edad Moderna y Contemporánea
Entre los siglos XV y XVI, se sucede una época de miseria y hambre con varias revueltas por la marcada diferenciación que resultó en la exclusión social de jornaleros y pequeños campesinos. Esta situación económica y social provocó la aparición del bandolerismo.

La expulsión de los moriscos en 1610 implicó la salida de Mequinenza de unas 265 personas (78 hombres, 100 mujeres, 35 chicos, 27 chicas y alrededor de 25 niños) con destino al norte de África. Su consecuencia fue que la industria y la agricultura sufrieron un importante retroceso. Joao Bautista Labaña, matemático y cartógrafo portugués visita la población en 1611 para la creación de un mapa del reino de Aragón. Labaña ofrece una pequeña descripción de la villa y del castillo mequinenzano:
Mequinenza es una villa del marqués de Aitona, situada donde el Segre es absorbido por el Ebro, al pie de un montículo muy alto, donde dicho marqués tiene un castillo muy bien restaurado, con buenas habitaciones, rodeado de murallas medio derruidas que descienden hasta el Ebro y rodean al pueblo, que tiene unos 100 vecinos. El Ebro siempre baja muy sucio y el Segre muy claro. Y en un largo espacio todo el mundo percibe el color de las aguas. Al lado de los dos ríos hay algunas huertas. Las del Ebro riegan a través de una esclusa.
Diversos brotes de peste asuelan la población en 1648 y especialmente entre 1651 y 1652 documentándose con especial virulencia en Caspe, y una plaga de langostas se abatió sobre los campos en 1687. En el año 1697 fray Miguel de Salas escribe el libro Vida de Santa Agathoclia, virgen y mártir, patrona de Mequinenza. Ya en la segunda mitad del siglo XVII, durante el reinado de Carlos II, se desarrollaron industrias de cría del gusano de seda, a partir del cultivo intensivo de moreras plantadas en las medianas del río Segre que continuarían hasta la llegada de la Guerra de Sucesión en 1705. 

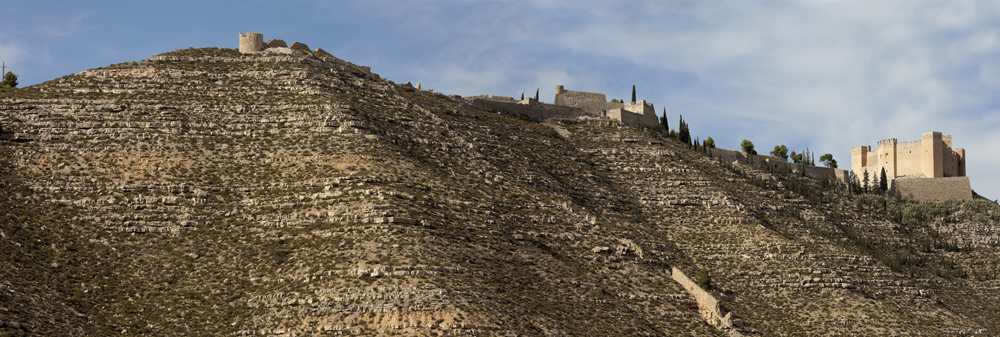
Detalle de las fortificaciones defensivas del castillo de Mequinenza edificadas en el

Nuevamente bajo el dominio de los borbones el estratégico castillo de Mequinenza y sus inmediaciones se transformaron y acondicionaron nuevamente para adaptarse a las nuevas formas de guerra con artillería e infantería dotada de fusiles. El duque de Orléans también mandó ampliar y fortalecer el firme del camino paralelo al Ebro que enlazaba Mequinenza y Tortosa. Tras la toma de Mequinenza, felipistas y partidarios del archiduque conquistaron la posición diversas ocasiones, conocedores de la importancia estratégica del lugar. 
En el ambiente ilustrado de la España de mediados del siglo XVIII, nace en Mequinenza José Ferrer Beltrán, un sacerdote que brilló por su faceta de músico siendo organista de las catedrales de Lérida, Pamplona y Oviedo, y un gran amigo del político asturiano Gaspar Melchor de Jovellanos. El diplomático y escritor francés Jean-François, barón de Bourgoing, evocó la posible vinculación de la villa mequinenzana con la romana Octogesa de Julio César entre 1789 y 1790. 
En los albores del siglo XIX, la situación económica de Mequinenza no había variado sustancialmente y la agricultura seguía siendo la principal fuente económica. Se seguían utilizando las técnicas de irrigación mudéjares y una gran noria situada en el Ebro. La producción de aceite rondaba las 500 arrobas, aunque seguramente aumentó con las plantaciones de empeltres, que se venían llevando a cabo desde 1790. 
En 1802, Carlos IV otorgó el consentimiento para la construcción en Mequinenza de una nueva iglesia parroquial, proyectada por el arquitecto José de Yarza en estilo renacentista. Las obras se iniciaron en el año siguiente y se prolongaron hasta 1808. En ese momento, la población contaba con la iglesia parroquial de Nuestra Señora de los Ángeles, la ermita de los santos Cosme y Damián y la ermita de Santa Agatoclia.

#### Guerra de la Independencia Española y asedio de Mequinenza

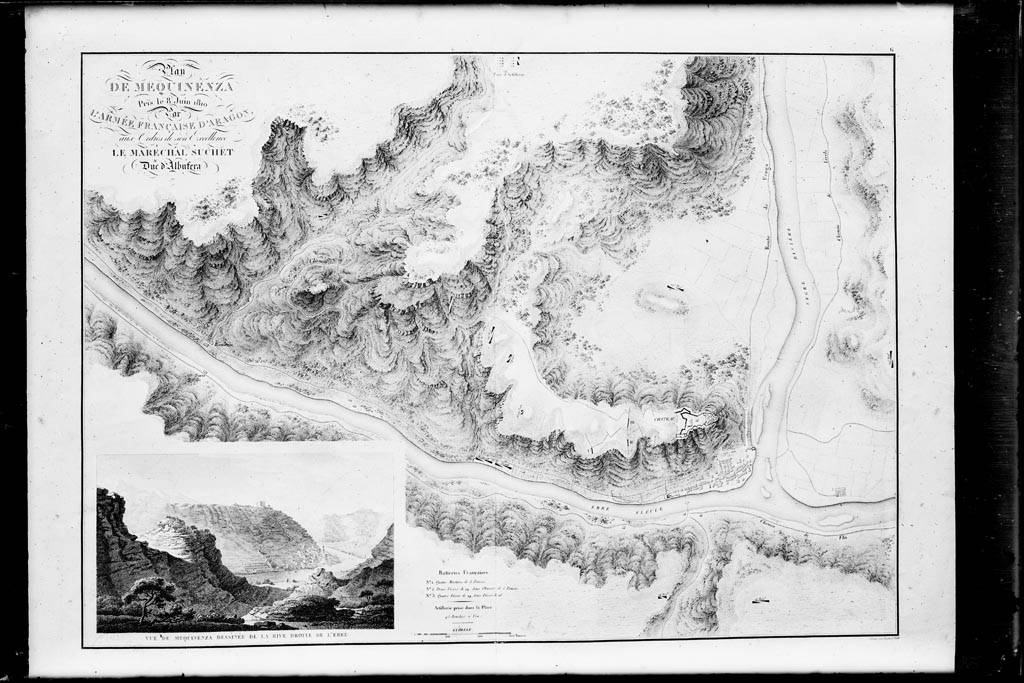
Reproducción de un mapa francés del asedio de Mequinenza (1810)

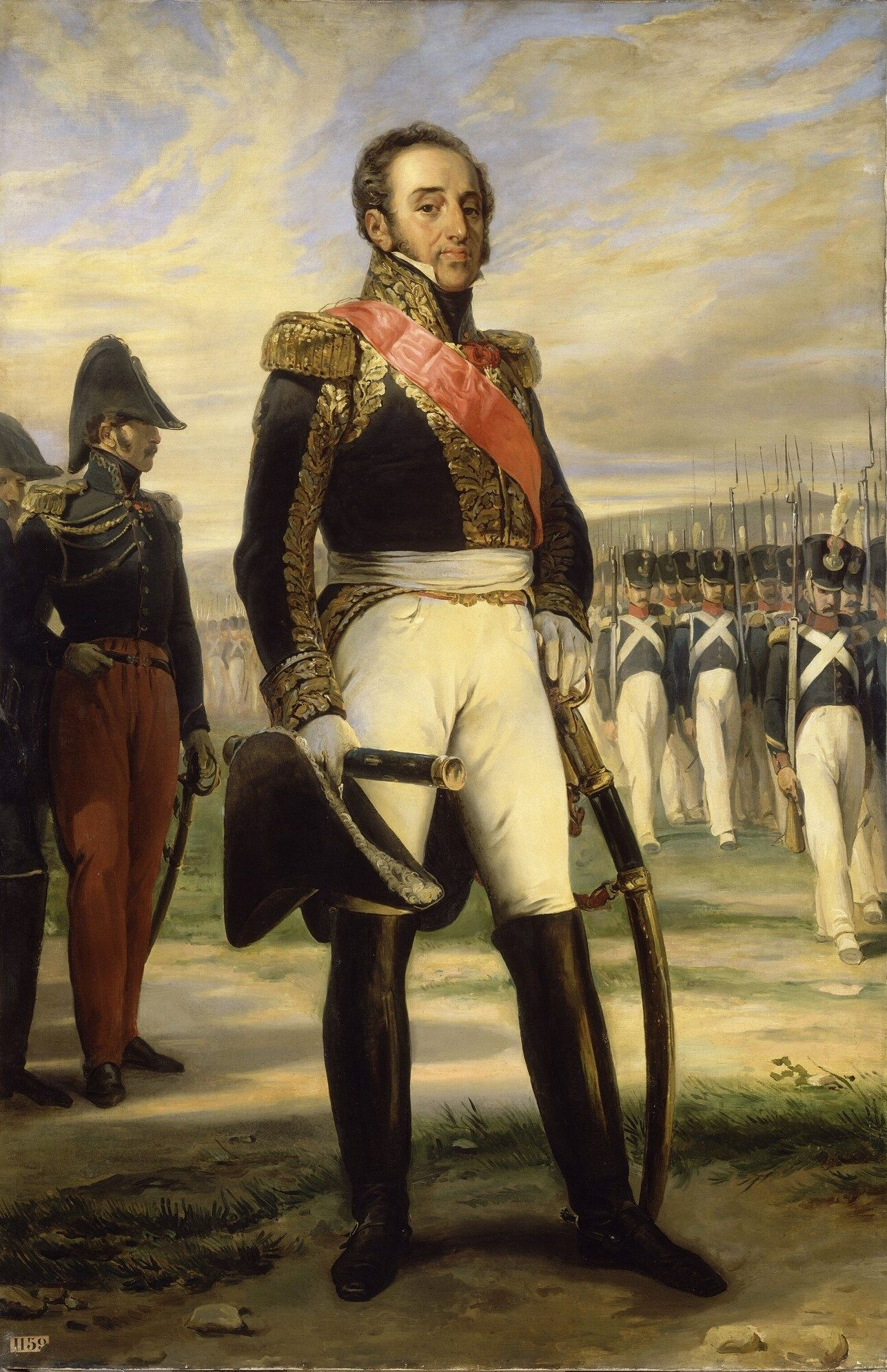
Louis-Gabriel Suchet

Durante la Guerra de la Independencia Española, dentro de las guerras napoleónicas se desarrolla el asedio de Mequinenza iniciado el 15 de mayo de 1810.  A pesar de contar únicamente con un castillo con pocas defensas, la población y su castillo estaban situados en un punto estratégico para el ejército napoleónico para asegurar la navegación del Ebro y usar la población como base de suministro y transporte de posteriores operaciones militares. El primer ataque sobre la población fue a mediados de marzo tras la toma de Fraga, aunque los defensores de la población al mando del coronel Manuel Carbón rechazaron el ataque. Tras este primer intento fallido, el alto mando francés cambió de estrategia buscando la rendición pacífica del castillo y de la villa con una carta dirigida a Luis Veyan, gobernador de la plaza de Mequinenza escrita por el intendente afrancesado Mariano Domínguez:
Los pueblos cansados de la guerra desean descansar, y si alguno hubiese tan obstinado que difiriese un solo momento a los justos deseos de paz, solo logrará un fin el más desastrado. Mi celo, el convencimiento del carácter de V.S. y su amor a la humanidad, me persuaden que sabrá decidir a ese Pueblo para que orille toda oposición a las armas francesas, tratando de procurarsecuanto antes por medio de la paz y la amistad los frutos y beneficios que dispensan las mismas a los que saben prestarse a sus interesantes intenciones.

Luis Veyan había sido sustituido por el general Black debido a la gran falta de oficiales de ingenieros que había en el momento y el receptor de la carta fue Juan Antonio Angulo que la remitió a sus superiores para denunciar la traición de Domínguez y asegurar la fidelidad de la guarnición y la población de Mequinenza:
Esta valerosa Guarnición y sus Habitantes aseguran a V.E. la defensa de esta plaza sin que haya ni pueda haber razón alguna que recuerde otra idea que la de vencer o morir.
Fracasado este intento de rendir la plaza por vía pacífica, los franceses optaron de nuevo por la vía militar. Tras la toma de Lérida el general Suchet al mando del 3.er Cuerpo de Ejército ordenó al general Musnier el asalto a Mequinenza con su división. El asedio empezó el 19 de mayo y días después se unían a las tropas de Musnier las de la brigada de Mont-Marie, apostadas en la orilla derecha del Ebro y las del general Rogniat, que reforzó el asedio con ingenieros, zapadores y minadores. Los atacantes sumaban unos 5000 hombres, cuatro compañías de ingenieros y dos de artillería con 14 piezas. La defensa española de la plaza, a manos del coronel Carbón, contaba con un total de 1200 hombres. El 2 de junio los ingenieros franceses ya habían empezado a excavar trincheras y ubicado las piezas de artillería para atacar el castillo a la vez que la infantería asaltaba la villa al mismo tiempo. La guarnición española abandonó el casco urbano la noche del 3 de junio y se refugió en el castillo. La noche del 4 al 5 de junio, el segundo batallón del primer regimiento del Vístula eleva una torre cuadrada armada con artillería. La misma noche se toma la población y ocho piezas de cañón, cuatrocientos fusiles, quince barriles de pólvora y cuatro barcazas. El jefe del batallón polaco Chlusowitz y el capitán de zapadores Foucaud conducen el ataque.
Con la villa tomada, el general Suchet pasa al asedio del fuerte. La noche del 7 al 8 de junio, la artillería comandada por el jefe de batallón Raffron, acaba de armar tres nuevas baterías y el fuego de dieciséis piezas de artillería comienza al iniciarse el día. Los defensores del general Carbón responden con vigor destruyendo tres piezas, aunque el fuego francés continua mellando las defensas. Finalmente sucumbe una parte del muro y los proyectiles empiezan a alcanzar el centro del fuerte. Al ataque se suman los tiradores franceses parapetados con sacos de tierra. El día 8 a las 10 horas de la mañana, la guarnición española, después de ofrecer una gran resistencia se bate en retirada y finalmente arbola la bandera blanca. La guarnición obtiene el honor de desfilar delante de la división del general Musnier y depone sus armas frente al glacis del castillo de Mequinenza. Las tropas españolas en ese momento eran 500 soldados de procedencias diversas -"navarroaragoneses, catalanes, contrabandistas, miquelets y aventureros", un regimiento comandado por un inglés de nombre Doyle que ostentaba el rango de Comisario General de Aragón. En el interior del castillo de Mequinenza los franceses encontraron cinco morteros, cuatrocientso mil cartuchos de fabricación inglesa, treinta millares de pólvora así como víveres para tres meses.
En 1812, Mequinenza se incorporaba al departamento francés de las Bocas del Ebro. La Mequinenza francesa duraría poco y en 1814 sería recuperada nuevamente para los españoles gracias a una audaz estratagema debida al militar y aventurero español de origen flamenco Juan Van Halen. Como consecuencia de estas contiendas militares, el nombre de "Mequinenza" figura en el Arco de Triunfo de la plaza Charles de Gaulle de París como una de las grandes victorias napoleónicas en España.

El militar y artista británico Edward Hawke Locker describe la población en 1824 en su obra Views from Spain tras uno de sus viajes por España:
The Segre which rises in the Pyrenees at the distance of 120 miles, and traverses some of the richest plains of Cataluña, falls into the Ebro, beneath the walls of Mequinenza, which stands on the confluence of these two rivers, and of the Cinca, which also becomes tributary to the Ebro, near the same spot. Mequinenza is a fortified town of some consecuence, though its population does not exceed 1500 souls.
En 1831 la localidad pertenecía a los duques de Medinaceli y también al corregimiento de Zaragoza. Por esto, cuando esta ciudad se convierte en cabeza de una de las tres provincias en que en 1835 sería dividido el antiguo Reino de Aragón, Mequinenza sigue integrada en la provincia de Zaragoza. Mequinenza vuelve a ser lugar de importancia durante las guerras carlistas y posteriormente en la Guerra de los Matiners. En 1841, el aventurero y empresario Enrico Misley promovió la Empresa de Vapores por el Ebro con el objetivo de establecer un servicio de transporte entre Zaragoza y Barcelona dividido en tramos, utilizando el carbón de las minas de Mequinenza de como combustible para los barcos de vapor. La empresa de Misley terminó fracasando por motivos políticos y económicos, aunque significó un punto de partida en la concesión y la explotación de las primeras demarcaciones mineras de la cuenca carbonífera de Mequinenza.

#### La guerra civil española y la batalla del Ebro en Mequinenza

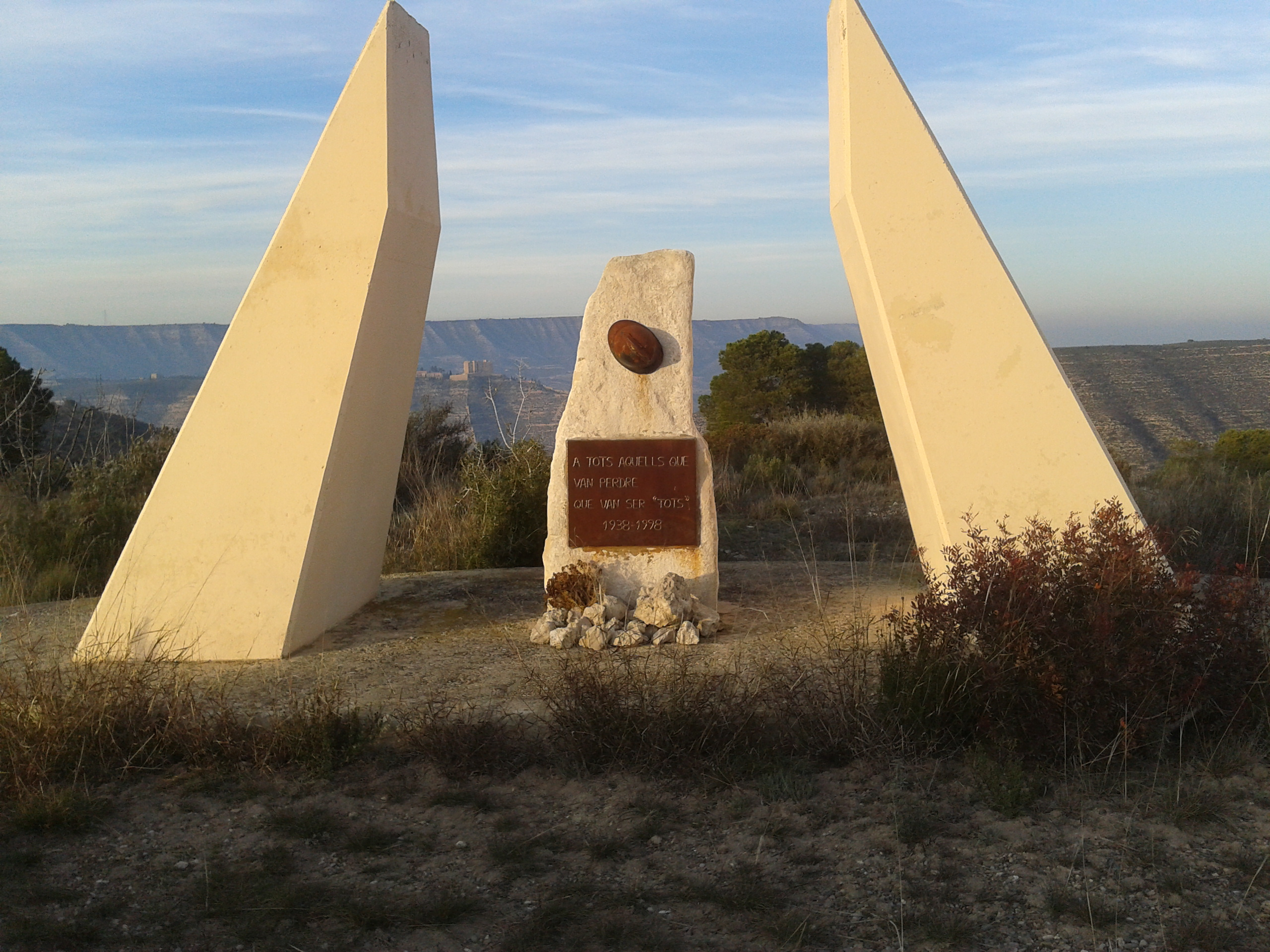
Monumento a los caídos de la Batalla del Ebro en la zona de los Auts de Mequinenza

En el transcurso de la última Guerra Civil (1936-39), Mequinenza y su término municipal fueron escenario de cruentos combates de la Batalla del Ebro, entre junio y noviembre de 1938. Los Auts fueron el escenario de violentos combates durante la fase inicial de la batalla del Ebro, donde la 42.ª División republicana inició el paso del río Ebro por esta zona la madrugada del 25 de julio. La operación de la bolsa de Mequinenza-Fayón en los Auts enmarcada en la batalla del Ebro era el cruce del río y la conquista de una cabeza de puente cruzando el río Ebro entre los pueblos de Fayón y Mequinenza. El balance de la batalla de los Auts fue uno de los más cruentos de toda la batalla del Ebro. Por la parte republicana, 817 muertos y 1328 prisioneros sin contar los heridos y desaparecidos (cerca de 3000 bajas), y por el ejército franquista, 135 muertos y 1284 heridos. El objetivo de la ofensiva republicana era fijar las reservas del enemigo y cortar la carretera de Mequinenza a Maella a la altura. Este nudo, sin embargo, no fue conquistado nunca. Al esfuerzo inicial de la 226 Brigada y parte de la 227 Brigada de la 42 ª División republicana, los franquistas replicaron con la progresiva llegada de refuerzos. La ofensiva continuó día tras día sin avances significativos a pesar de los duros combates. El día 1 de agosto un doble bombardeo aéreo y de artillería precedió un primer contraataque de las fuerzas franquistas. Los republicanos atacarían de nuevo dos días en un último intento de conquistar el ansiado 'Cruce de Gilbert' mientras que el día 6 de agosto se produjo el contraataque definitivo del ejército franquista obligando al ejército republicano a defenderse evitando el colapso de la división entera. Finalmente los supervivientes de la 42.ª División republicana tuvieron que volver a cruzar el Ebro en sentido contrario. Como consecuencia de la batalla del Ebro, el puente sobre el Ebro de Mequinenza fue destruido.  
Seis décadas después de los hechos, el 8 de agosto de 1998, la agrupación de supervivientes de la Quinta del Biberón inauguró el monumento erigido en la ladera del Alto de los Auts, una posición clave, la más elevada y duramente defendida por los republicanos. El monumento, diseñado por Javier Torres, está presidido por dos placas, en catalán y castellano, y dos cascos de cada bando. La placa dice: 'A todos aquellos que perdieron, que fueron todos' / 'A tots aquells que van perdre, que van ser tots'. En el acto participaron hasta 250 "biberones" acompañados por sus familias. Tras realizar una ofrenda floral a los pies del monumento, los veteranos rememoraron la sed, el calor y las enfermedades que sufrieron en aquellas cotas.

#### 

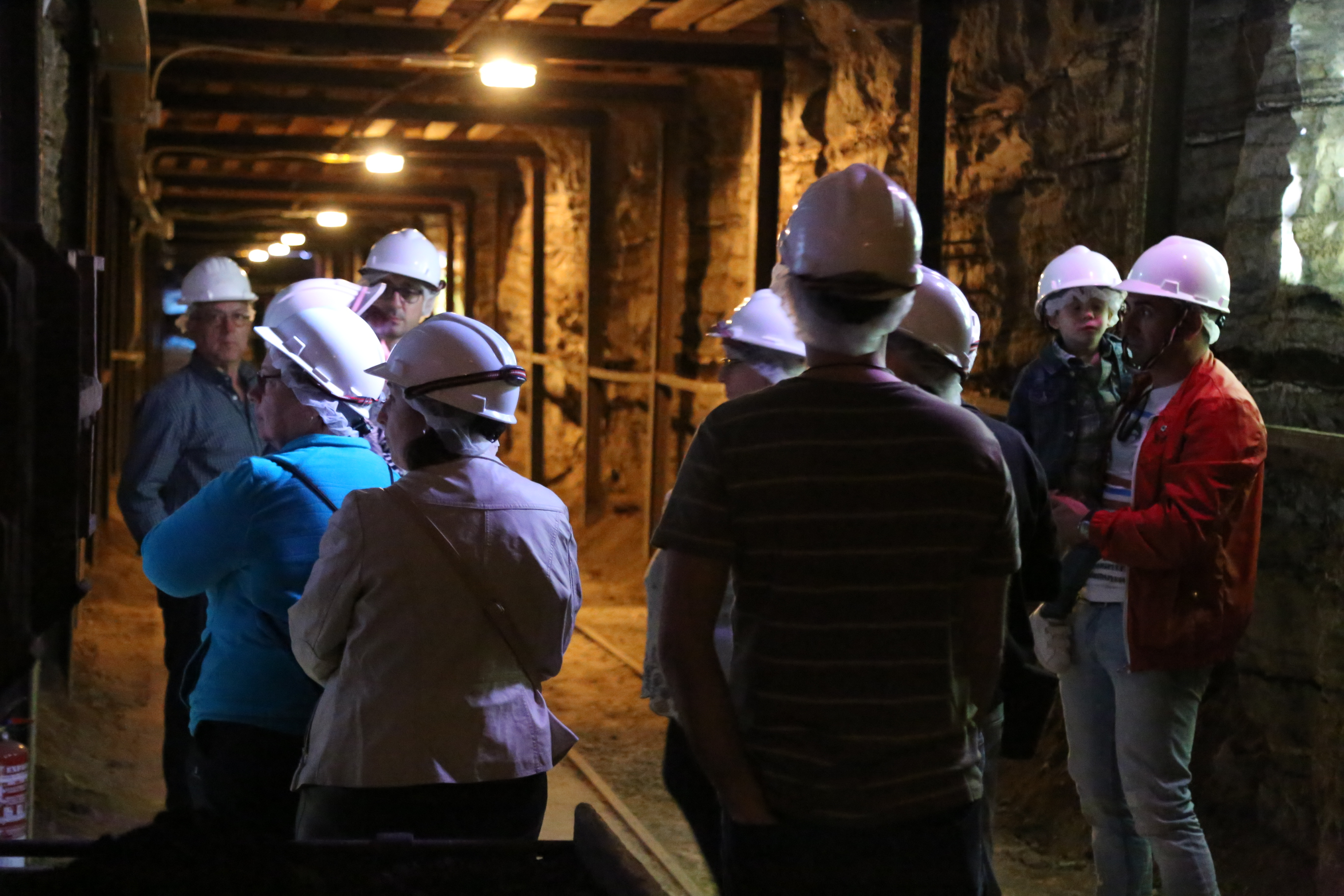
Museo de la Mina de Mequinenza, donde se recoge la historia y el patrimonio minero de la población

#### SigloXX

##### El desarrollo de la cuenca carbonífera de Mequinenza

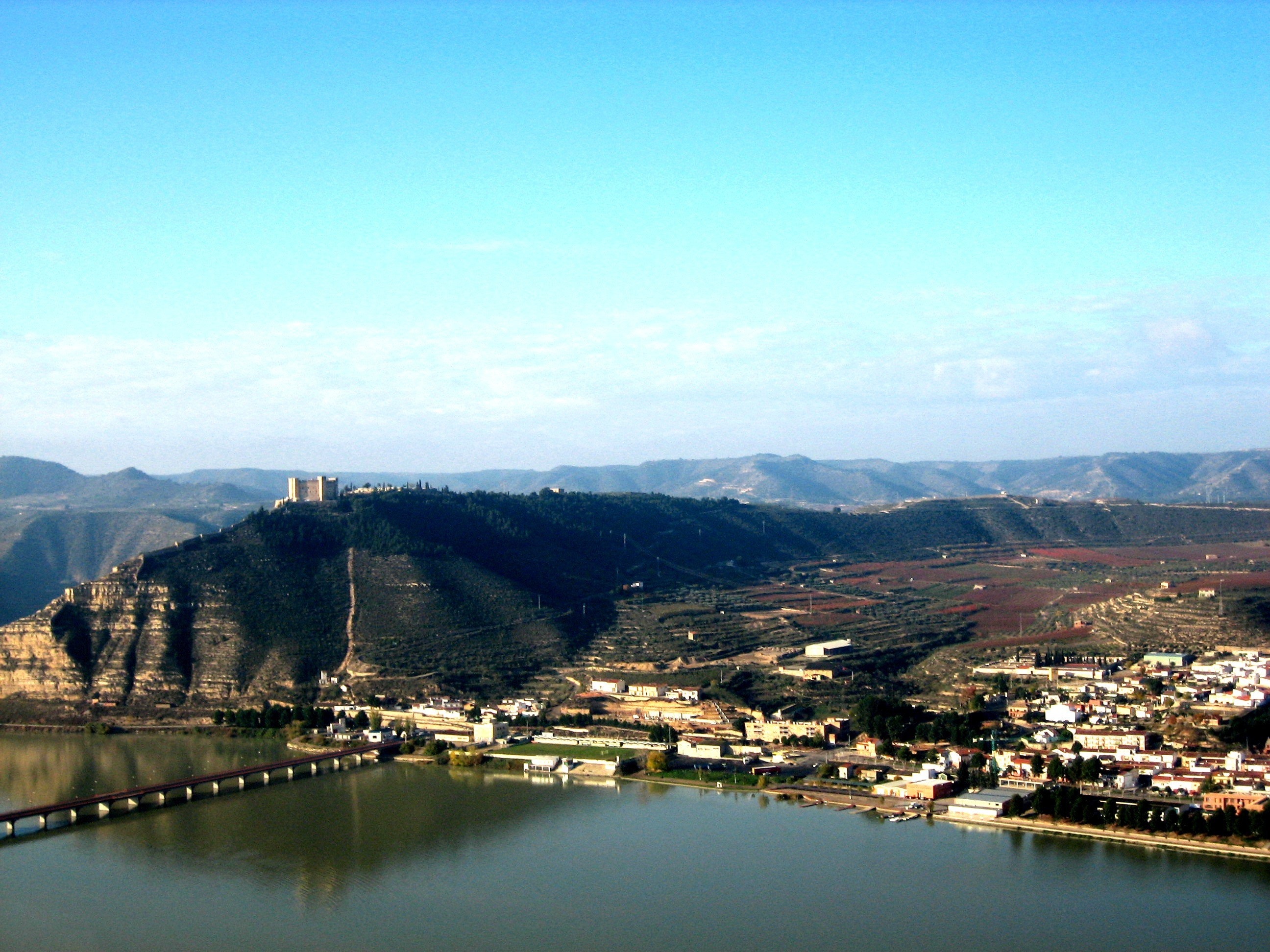
Vista del Castillo y de la nueva población de Mequinenza

La llegada del siglo XX propició un incremento de la demanda de carbón y el desarrollo de la cuenca carbonífera de Mequinenza. Las primeras explotaciones iniciales fueron totalmente subterráneas mediante galerías y planos inclinados en función de los niveles de carbón. En un principio, las vagonetas se utilizaban con tracción animal hasta que hacia 1920 se empezaron a substituir por tracción mecánica y eléctrica. Más adelante, a mediados del siglo XX, se fueron mecanizando los sistemas con la utilización de rozadoras. 
En 1880 se fundó la sociedad anónima Carbonífera del Ebro, que se convertiría en la empresa más importante de la cuenca de Mequinenza. El crecimiento se focalizó en Mequinenza ya que era el epicentro natural de la cuenca aunque también hizo crecer los pueblos cercanos como Granja de Escarpe, Torrente de Cinca o Fayón. En veinte años, de 1900 a 1920, el pueblo pasó de 2400 habitantes a 4200, mayoritariamente hombres. Un alud que se volvió a repetir en los años cuarenta. Los números son poco precisos, pero en 1945 el ingeniero jefe del distrito de Zaragoza afirmaba que la población minera, entre obreros y familiares, era de 4.132 personas, resultado de contabilizar las cartillas de los seis economatos mineros de Mequinenza y de las colonias mineras de Virgen del Pilar, Previsión y Electroquímica de Flix. Las colonias mineras de Mequinenza llegaron a acoger más de 900 personas en 1945. Mequinenza se convirtió en una población minera por excelencia, donde llegaron mineros aragoneses (de Andorra, Utrillas, Montalbán, Alcorisa o Aliaga) pero también de Asturias, Andalucía, Múrcia y Galicia. La minería trasformó la comunidad local y modificó la actividad económica tradicional, basada en una agricultura de secano.
Los llauts, unas embarcaciones tradicionales del tramo bajo del río Ebro de madera y unos 20 o 25 metros de eslora, fueron imprescindibles para transportar hasta 30 toneladas de lignito en cada viaje. Construidos con madera noble del país, los llauts aprovechaban la corriente del río para hacer el viaje en dirección sur, y cuando había que volver a Mequinenza aprovechaban, si podían, el viento favorable extendiendo las velas cuadradas que maniobraba el patrón. Cuando no soplaba bastante viento o bien era contrario, los llauts debían subir a sirga, es decir, tirando de ellos desde la orilla, corriente arriba en lo que se conocía como "Camino de Sirga". Hasta 1914 la sirga la hacían tres peones para cada llaut que se relevaban cada hora y media o dos horas. Carbonífera del Ebro realizó intentó incorporar barcos de vapor para el transporte del lignito, pero los estiajes del Ebro y su complicada orografía dificultaban en exceso su uso. La Sociedad Electroquímica de Flix (SEQF) que tenía concesiones mineras en Mequinenza decidió en 1920 suprimir la fuerza humana y cambiarla por la tracción animal. Este sistema, conocido como "Camino de Sirga" se trataba de un sistema de transporte único en el mundo, en el que el carbón que se extraía de las minas se conducía a diferentes cargaderos a pie de río desde donde se transportaba por vía fluvial.
La coyuntura favorable de los años de la Primera Guerra Mundial (donde la cuenca llegó a extraer hasta el 30% del carbón nacional) permitió acumular suficiente capital en las empresas de la cuenca carbonífera para iniciar una segunda modernización los años 1924 y 1925. En ese momento se introdujo el aire comprimido y la electricidad en las minas, un hecho que permitió aumentar todavía más la capacidad de extracción de carbón. A finales de la década de 1950, los mineros de Mequinenza vieron amenazados sus puestos de trabajo en parte por la construcción de los embalses de Mequinenza y Riba-roja, que inundarían las galerías mineras y las harían impracticables. A mediados de los años setenta, se introdujeron grandes cambios en los sistemas de explotación de los carbones, pasando de galerías de pequeñas dimensiones a galerías mucho mayores utilizándose nuevos sistemas más seguros y que permitían mayores rendimientos de extracción.
En 2010 cerraba MIBSA (Minera del Bajo Segre) que compartía explotaciones carboníferas en el límite entre la provincia de Lérida y Mequinenza. La compañía contaba en ese momento con más de 130 km de galerías en sus concesiones. En 2013, Carbonífera del Ebro sufrió un serio revés económico ante la negativa de ENDESA de quemar el carbón autóctono de Mequinenza en la central térmica de Escucha, dejando en el aire el futuro de Carbonífera del Ebro y de todos los empleos directos e indirectos de Mequinenza asociados a la empresa. La plantilla de la empresa minera emprendió diversas movilizaciones participando activamente en la Marcha negra hacia Madrid recordando con orgullo "que desde 1880 habían alimentado las fábricas del cinturón industrial de Barcelona". Tras meses de espera en 2014, Carbonífera del Ebro anunció que la situación era insostenible y cerraba sus puertas acogiéndose al Plan de Cierre de Minas no competitivas del Ministerio de Industria. Los 33 trabajadores que todavía permanecían en la empresa se acogieron a un expediente de regulación de empleo. 

##### Derribo del Pueblo Viejo
A finales de los años 1960 la construcción de la presa de Ribarroja y la presa de Mequinenza supuso la desaparición de la mayor parte del casco urbano y en consecuencia el trágico final de una villa milenaria. Si bien las aguas del embalse no llegaron a cubrir al completo el núcleo urbano, sí que anegaron la mayor parte de huertas de ribera, más fértiles y productivas que el resto. La desaparición del trazado urbano supuso un cambio de vida radical para sus vecinos que además de abandonar sus casas y presenciar su derribo, veían también como se hundía una economía basada en la industria, la minería del carbón, el comercio y la navegación fluvial de los ríos. El único edificio del Pueblo Viejo de Mequinenza que se conserva es el grupo escolar María Quintana que hoy en día acoge los Museos de Mequinenza. Sin embargo, Mequinenza renació de nuevo a causa de la tenacidad y el esfuerzo de sus habitantes, que a pocos kilómetros del Pueblo Viejo edificaron la nueva población. 
En 1975 falleció en el Sáhara Español, en acto de servicio y con veintitrés años, el cabo 1.º Joaquín Ibarz Catalán de la III Bandera paracaidista.
En la actualidad, moderna y turística, la nueva Mequinenza se ha convertido en un referente mundial del turismo activo y deportivo, así como un destacado polo cultural de la Comarca del Bajo Cinca.

## Demografía
Mequinenza cuenta con una población de 2232 habitantes (INE 2024).
| Gráfica de evolución demográfica de Mequinenza entre 1842 y 2021                                                    |
| |
| Población de derecho según los censos de población del INE Población de hecho según los censos de población del INE |

## Economía

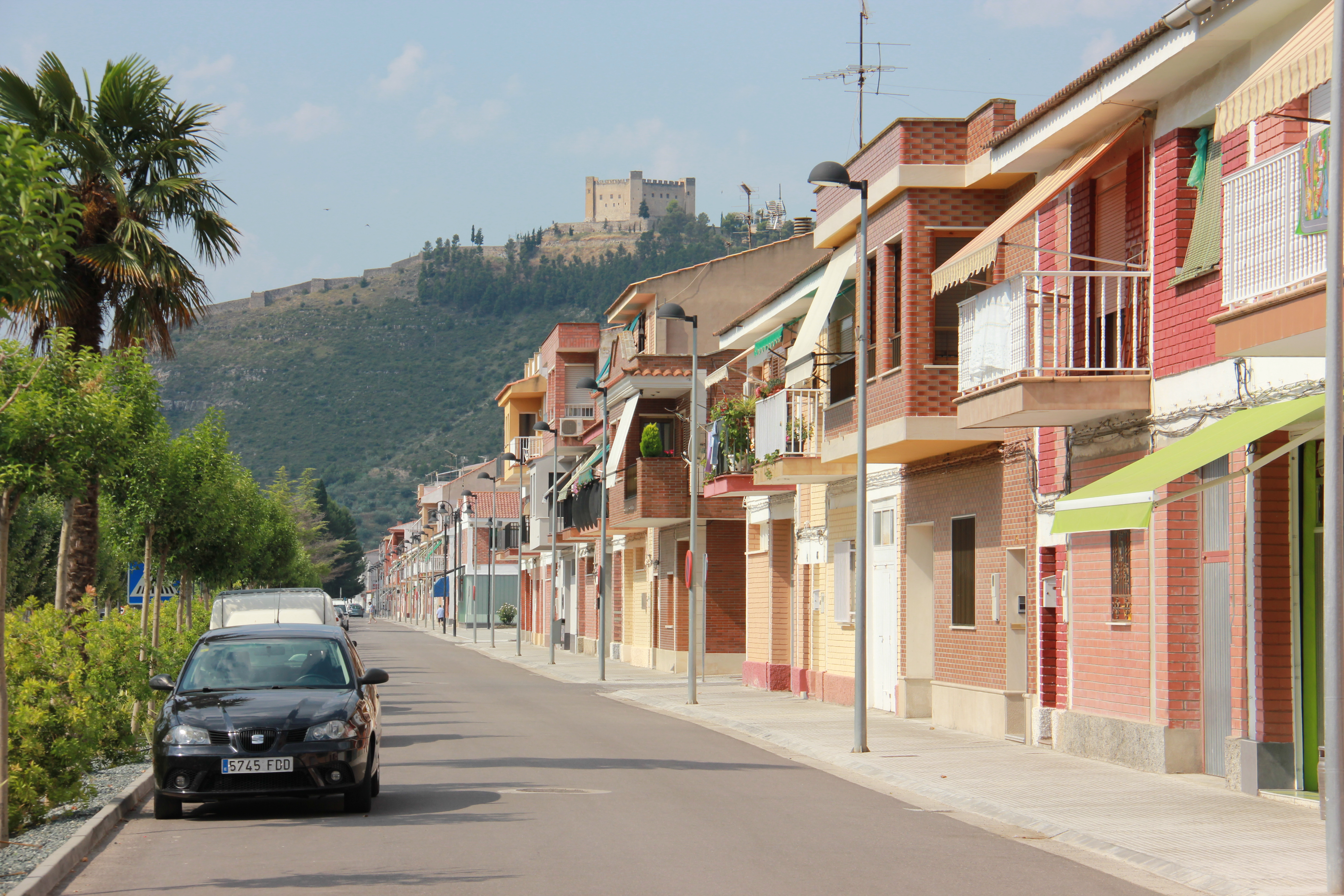
Mequinenza

Su economía está basada en la industria, la minería del carbón, la manufactura textil, la ganadería porcina y ovina (aunque estas últimas se encuentran ya en regresión), una creciente agricultura de secano (almendros, olivos y cereales) y regadío orientado hacia el cultivo de árboles frutales tales como cerezos y melocotoneros. También existe una industria turística con gran potencial de futuro especialmente gracias a la pesca y a la cultura. Mequinenza recibe visitantes extranjeros llegados prácticamente desde los cinco continentes. 
Las minas de lignito fueron intensamente explotadas durante las dos guerras mundiales; el transporte se efectuaba por el Ebro o por carretera. Actualmente esta actividad se encuentra completamente en decadencia, aunque antiguamente había permitido a Mequinenza poseer una flota de 16 llaüts (embarcaciones que transportaban el carbón de Mequinenza y tenían una capacidad de carga de 18 a 30 toneladas), ya desaparecida.
Uno de los principales referentes industriales de la localidad es el polígono industrial Riols, situado en el extremo nordeste del término municipal en el límite con la provincia de Huesca. Se trata de un espacio estratégico que dispone de buenas comunicaciones, a media hora de la estación de AVE Lérida Pirineos, a hora y veinte minutos de Zaragoza y Tarragona y a cerca de dos horas de Barcelona. El Polígono "Riols" también cuenta con un edificio CEEI (Centro Europeo de Empresas e Innovación) denominado Centro de Emprendedores de Mequinenza dedicado a la puesta en marcha de nuevas empresas de reciente creación que quieran consolidarse en el mercado. El centro forma parte de la Red Aragonesa de Centros de Emprendedores (Red ARCE).

## Símbolos
El escudo de Mequinenza es el siguiente:
Escudo cordiforme, apuntado en la base, con el jefe bicóncavo y redondeado en el centro. Cuartelado: 1º y 4º de plata, una conífera de sinople, frutada de oro y terrazada de sinople; 2º y 3º de azur, torre almenada de oro, mazonada de sable y aclarada de gules. Sin timbre.

La bandera de Mequinenza es la siguiente:
Paño de proporción 2/3, cuartelado: 1º verde con una torre amarilla con puerta y ventanas rojas, 4º verde con conífera blanca frutada de amarillo, y 2º y 3º blancos, con dos franjas onduladas azules.

## Administración y política

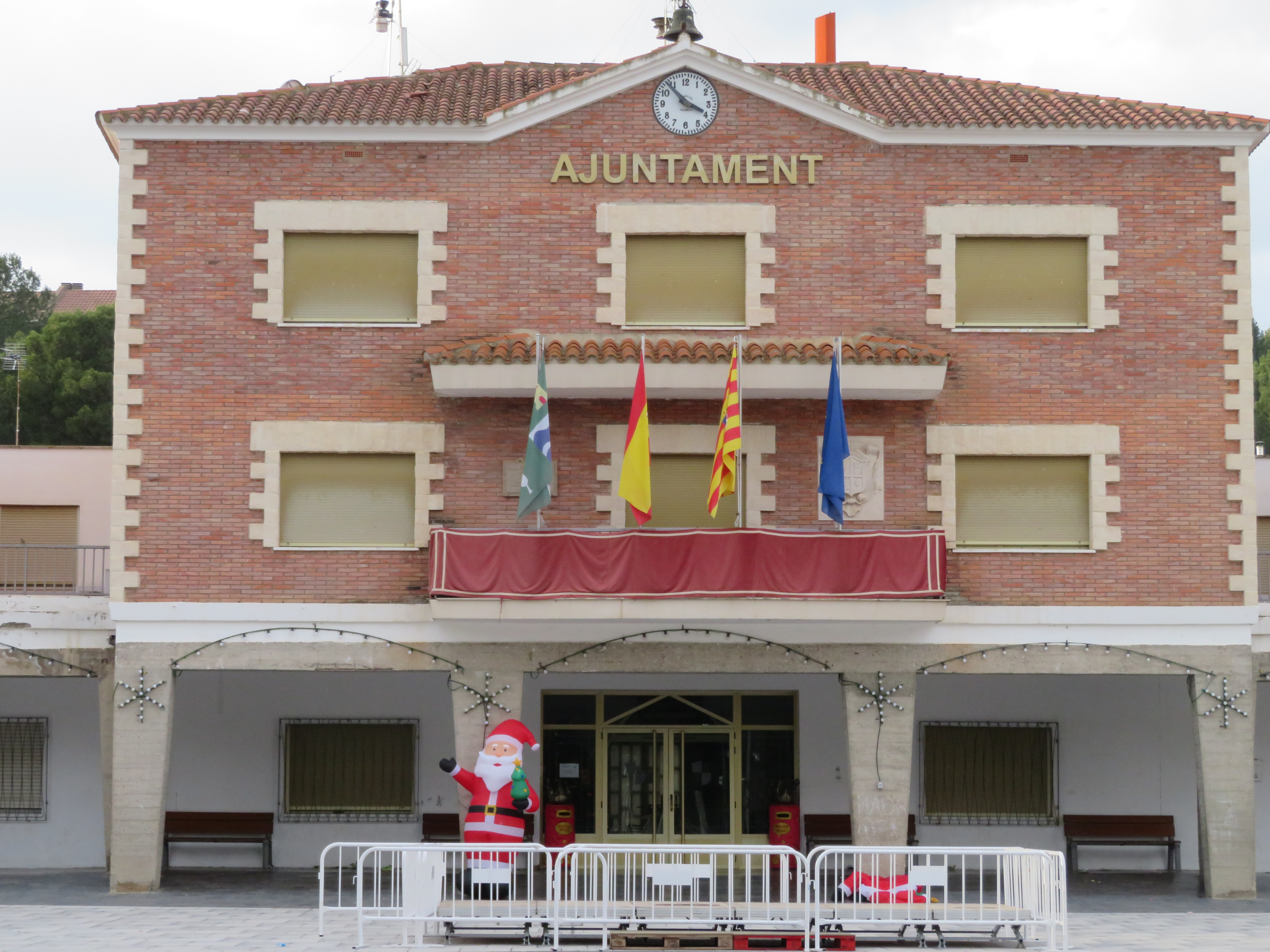
Ayuntamiento de Mequinenza

| Periodo   | Nombre                    | Partido | Partido                                            |
| --------- | ------------------------- | ------- | -------------------------------------------------- |
| 1979-1982 | Miguel Godia Ibarz        |         | Partido de los Socialistas de Aragón (PSOE-Aragón) |
| 1982-1983 | Santiago Oliver Castelló  |         | Partido de los Socialistas de Aragón (PSOE-Aragón) |
| 1983-1995 | Sebastián Caballé Arbonés |         | Partido de los Socialistas de Aragón (PSOE-Aragón) |
| 1995-2003 | Jaime Borbón Oliver       |         | Izquierda Unida (IU)                               |
| 2003-2021 | Magdalena Godia Ibarz     |         | Partido de los Socialistas de Aragón (PSOE-Aragón) |
| 2021-act. | Antonio Sanjuan Soler     |         | Partido de los Socialistas de Aragón (PSOE-Aragón) |

| Partido político    | Partido político                                   | 2003   | 2007   | 2011   | 2015   | 2019   | 2023   |
| Partido político    | Partido político                                   | Ediles | Ediles | Ediles | Ediles | Ediles | Ediles |
|                     | Partido de los Socialistas de Aragón (PSOE-Aragón) | 5      | 7      | 7      | 7      | 7      | 8      |
|                     | Partido Aragonés (PAR)                             | 1      | 1      | 3      | 4      | 4      | —      |
|                     | Partido Popular de Aragón (PP)                     | 1      | 0      | 1      | 0      | 0      | 1      |
|                     | Izquierda Unida (IU)                               | 4      | 3      | —      | —      | —      | —      |
|                     | Chunta Aragonesista (CHA)                          | —      | 0      | —      | —      | —      | —      |
|                     | Ciudadanos (CS)-Tu Aragón                          | —      | —      | —      | —      | —      | 2      |
| Total de concejales | Total de concejales                                | 11     | 11     | 11     | 11     | 11     | 11     |

## Patrimonio

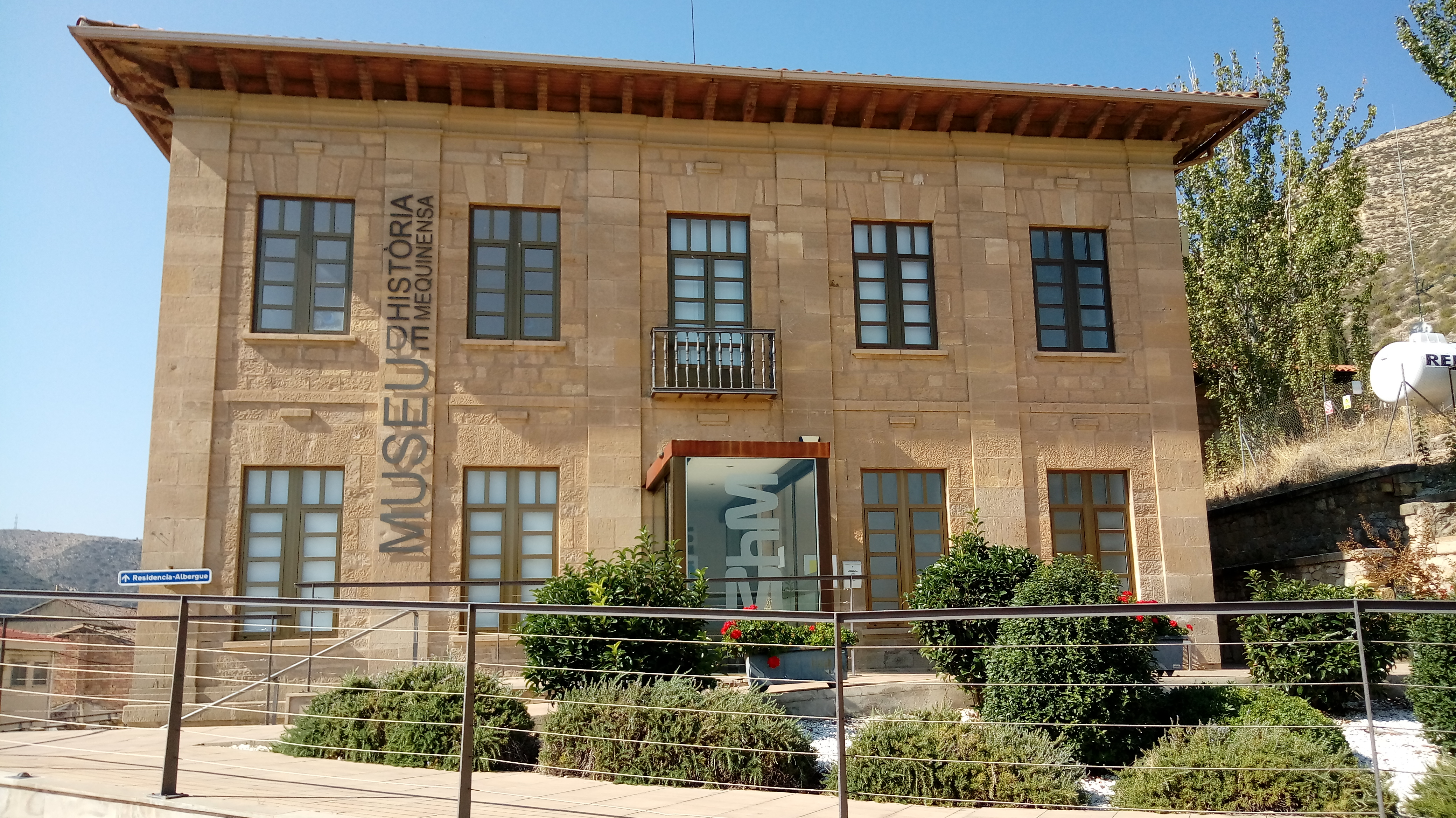
Museo de Historia de Mequinenza

### Museos de Mequinenza
En los Museos de Mequinenza, se puede explorar una galería minera subterránea de carbón de más de 1000 m de recorrido en el Museo de la Mina, recorrer la historia de la población hasta la desaparición de la antigua villa bajo las aguas del río Ebro en el Museo de Historia o descubrir cómo se vivía durante la Prehistoria en el Museo del Pasado Prehistórico. Inaugurados en 2008, están ubicados en el antiguo Grupo Escolar María Quintana, las antiguas escuelas de la población construidas en 1929 y uno de los pocos edificios supervivientes del derribo del Pueblo Viejo.
Los Museos de Mequinenza se centran en el patrimonio minero e histórico de la población que fue demolida e inundada bajo las aguas del Ebro. En la actualidad se puede visitar parte del casco antiguo, el castillo medieval de la ciudad y una mina de carbón auténtica de más de un kilómetro de recorrido interior con material histórico y máquinas que han sido utilizadas para la extracción de carbón durante más de 150 años en la cuenca minera de Mequinenza. También se encuentra junto a los museos el albergue municipal Camí de Sirga, con capacidad para 80 personas, que recoge el nombre de la antigua ruta que usaban los sirgadores para remontar el río Ebro con los llaüts, unas embarcaciones que podían llegar a cargar 30 toneladas de carbón.

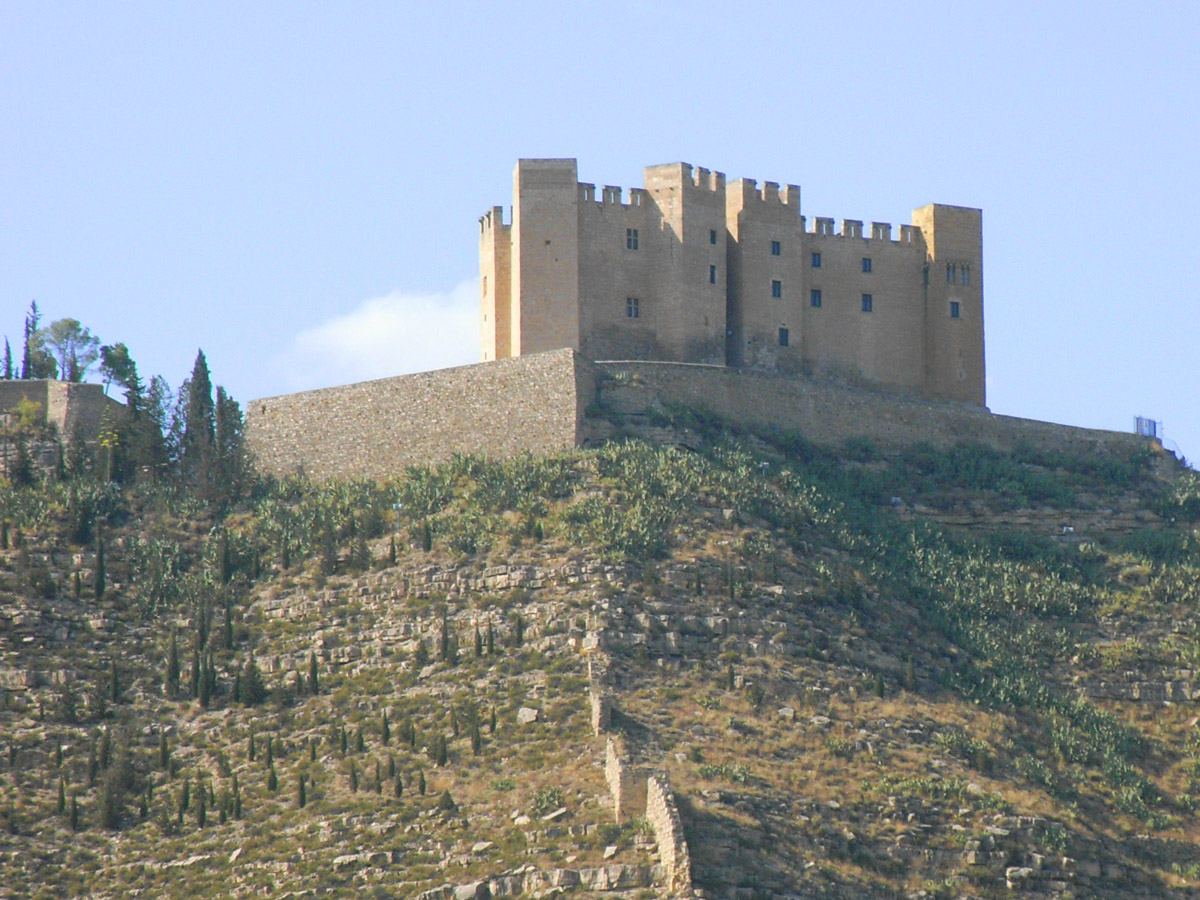
Castillo de Mequinenza

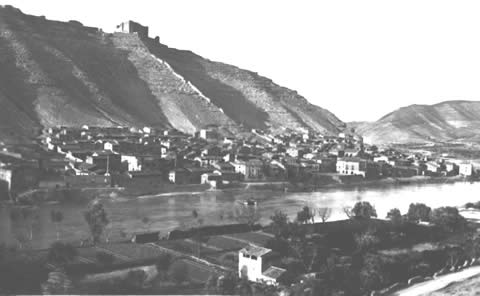
Vista general de la antigua población con el Castillo de Mequinenza en lo alto

### Castillo de Mequinenza
El edificio se alza casi al borde de un gran precipicio, siendo una masa cerrada de bastante altura, su planta es un cuadrilátero irregular, con siete torreones rectangulares excepto uno, el más robusto, que es curiosamente de planta pentagonal. Dos torreones flanquean la pequeña puerta que es semicircular, bajo escudo y protegida por una buharda. Pocas fortalezas tendrán un mejor emplazamiento que esta, contemplando un extenso e impresionante paisaje, casi geológico, sobre la confluencia de los ríos Ebro, Segre y Cinca y sus tierras circundantes. No deja de sorprender que los Moncada, señores de la baronía de Mequinenza escogieran este nido de águilas para su mansión fortificada. El edificio es un auténtico Castillo-Palacio, uno de los mejores que el arte gótico legó a la Corona de Aragón, datado en los siglos siglo XIV y XV.
Probablemente en sus principios fue una fortaleza árabe, construida por la tribu bereber de los Miknasa hacia el siglo XII, tribu que también dio nombre a la población. Después de varias conquistas, cayó en manos de Ramón Berenguer IV, pasando definitivamente a manos de los cristianos. Tras varios cambios de propietario, en 1184 se le concede el castillo y la villa de Mequinenza, al marqués de Aitona, Ramón Guillén de Moncada, para pasar posteriormente a los duques de Medinaceli.
Mucho más tarde, durante el siglo XVIII y la Guerra de Sucesión se transformó y acondicionó el Castillo y los alrededores a una nueva forma de guerra y fue este el momento en el que el duque de Orleáns mandó construir un camino que iba desde Mequinenza a Tortosa paralelo al río, con el fin de custodiar todas las embarcaciones que navegaban por él.
Durante el siglo XIX y la llegada de la Guerra de la Independencia, el castillo soportó tres ataques por parte de los ejércitos de Napoleón, pero finalmente en 1810 fue conquistado por las tropas del mariscal Suchet, y perteneció hasta 1814 al gobierno francés. Mequinenza pasó a ser inscrito en letras grandes en una de las columnas exteriores en el Arco del Triunfo de París como una de las grandes victorias francesas en la península ibérica. 
Entre 1820 y 1823 adquirió un papel importante, soportando importantes ataques carlistas y conservando guarnición militar hasta principios del siglo XX momento en el que se abandona. Durante la Guerra Civil pasa a ser un lugar estratégico de observación y una vez finalizados los combates queda en ruinas hasta que la empresa ENHER lo reconstruye en la década de los años 50.

Actualmente el castillo es propiedad de la Fundación ENDESA.

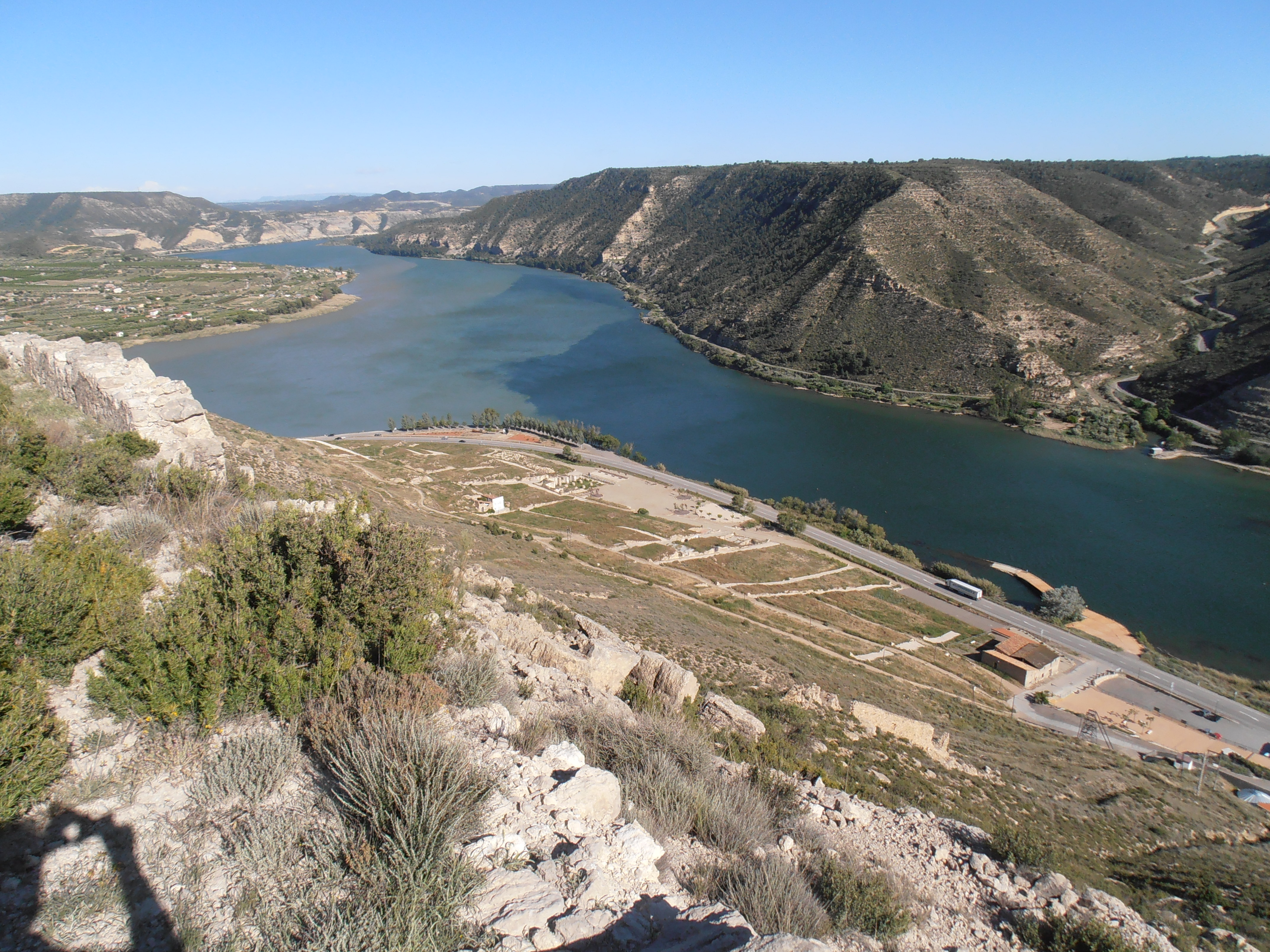
Confluencia de los ríos Ebro, Segre y Cinca en el Pueblo Viejo de Mequinenza

### El Pueblo Viejo
El pueblo viejo de Mequinenza estuvo situado en la margen izquierda del río Ebro, justo en el punto en que confluyen con las aguas del Segre y del Cinca. Fue derribado prácticamente de forma completa durante la construcción del embalse de Ribarroja. Constituía un núcleo urbano con características propias de las localidades del tramo bajo del Ebro, con una trama urbana que se remontaba a la época musulmana.
Gracias a los ríos, Mequinenza estableció un comercio fluvial en toda regla, que dio prestigio, no sólo a los navegantes mequinenzanos sino también a los carpinteros "calafateros", a los sogueros y al milenario Camino de Sirga del Ebro. En la época de esplendor se llegó a tener una flota de más de 16 llaüts, embarcaciones típicas del tramo bajo del Ebro que transportaban entre 18 y 30 toneladas, normalmente de lignitos extraídos de la cuenca minera mequinenzana.
Con la llegada de la empresa ENHER y la construcción de los embalses de Mequinenza y Riba-roja, la vida cambió para la mayoría de los mequinenzanos, pasando de tener censados 4033 habitantes a tener 5800 censados y cerca de 1500 más sin censar. Muchos de ellos eran trabajadores llegados de otras localidades para trabajar en la construcción de la presa de Mequinenza.
Las industrias empezaron a cerrar debido al aumento significativo del nivel de agua de la presa de Ribarroja y la población empezó a reclamar alternativas a la inundación del núcleo urbano. Empezaba así un éxodo para los habitantes de Mequinenza que tuvieron que abandonar sus casas para pasar a vivir a la nueva población a orillas del río Segre. Una parte de los habitantes se marcharon hacia zonas más industriales como Barcelona o Zaragoza o incluso al extranjero para continuar trabajando en la minería. A finales del año 1974 la mayoría de la población ya había completado el trágico abandono del Pueblo Viejo de Mequinenza y se encontraba viviendo en la nueva localidad.
Parte de la antigua población de Mequinenza puede visitarse hoy en día porque se ha convertido en un gran parque de la memoria al aire libre. Se han recuperado de entre las runas los trazados originales de las calles y de las casas que quedaban por encima del nivel del agua. La Mequinenza antigua, el “Pueblo Viejo” como la conocen los mequinenzanos, es una invitación a pasear por el recuerdo de sus calles y callejones, a redescubrir parte de la antigua iglesia, a imaginar los antiguos muelles y conocer mil historias, curiosidades y leyendas de aquella milenaria e histórica villa de navegantes y mineros a orillas del río Ebro.

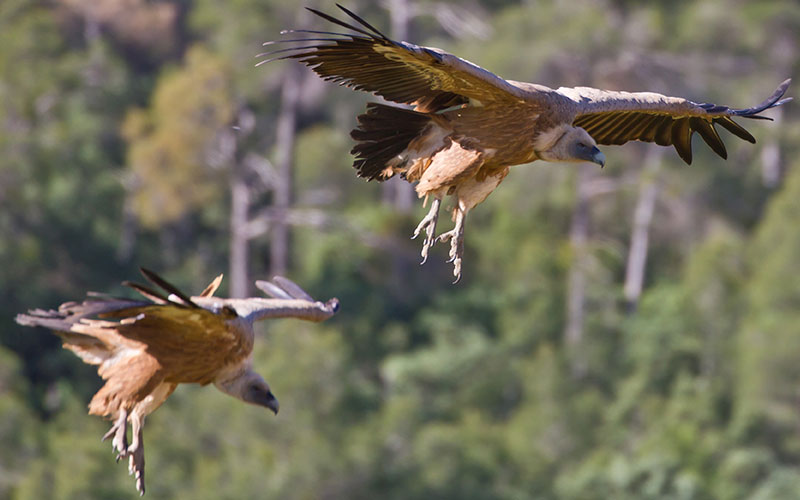
Buitres leonados en Mequinenza

### Aiguabarreig Segre-Cinca-Ebro
En la confluencia de los ríos Segre y Ebro se ubica el Aiguabarreig un espacio con gran riqueza natural y una gran variedad de ecosistemas que abarcan desde las estepas mediterráneas a impenetrables bosques de ribera, convirtiendo este espacio en un paraíso para la biodiversidad.  Territorialmente, el Aiguabarreig se encuentra en el centro de la depresión media del Ebro. Limita al oeste con los Monegros, al este con los Tossals de Montmeneu y Almatret y hacia el sur con la cola del embalse de Ribarroja. Este espacio recibe el nombre de la palabra de origen catalán que designa el lugar en el que dos o más corrientes de aguas se juntan y forman una sola. El Segre y el Cinca forman un primer Aiguabarreig entre las poblaciones de Granja de Escarpe, Masalcorreig y Torrente de Cinca, a pocos kilómetros convergen con las aguas del Ebro, ya en el término municipal de Mequinenza, conformando una de las mayores confluencias fluviales de toda la península ibérica.
En el Aiguabarreig encontramos cientos de metros de anchura de agua con numerosas islas fluviales y bosques de ribera, grandes masas de carrizal, playas de guijarros, pozas y galachos. Es un punto de confluencia de la flora esteparia proveniente de la zona árida de Monegros y de la flora mediterránea que asciende por el valle del Ebro. Gracias a estas características conviven especies de ambientes opuestos. 
Las aves son el grupo más numerosos y abarcan desde colonias de ardeídas a todo tipo de rapaces y aves propias de ambientes desérticos. También pueden encontrarse reptiles, anfibios y mamíferos, destacando especialmente murciélagos, ciervos, corzos, nutrias y la presencia cada vez más abundante de cabras salvajes.

### Mar de Aragón

#### Presa de Mequinenza

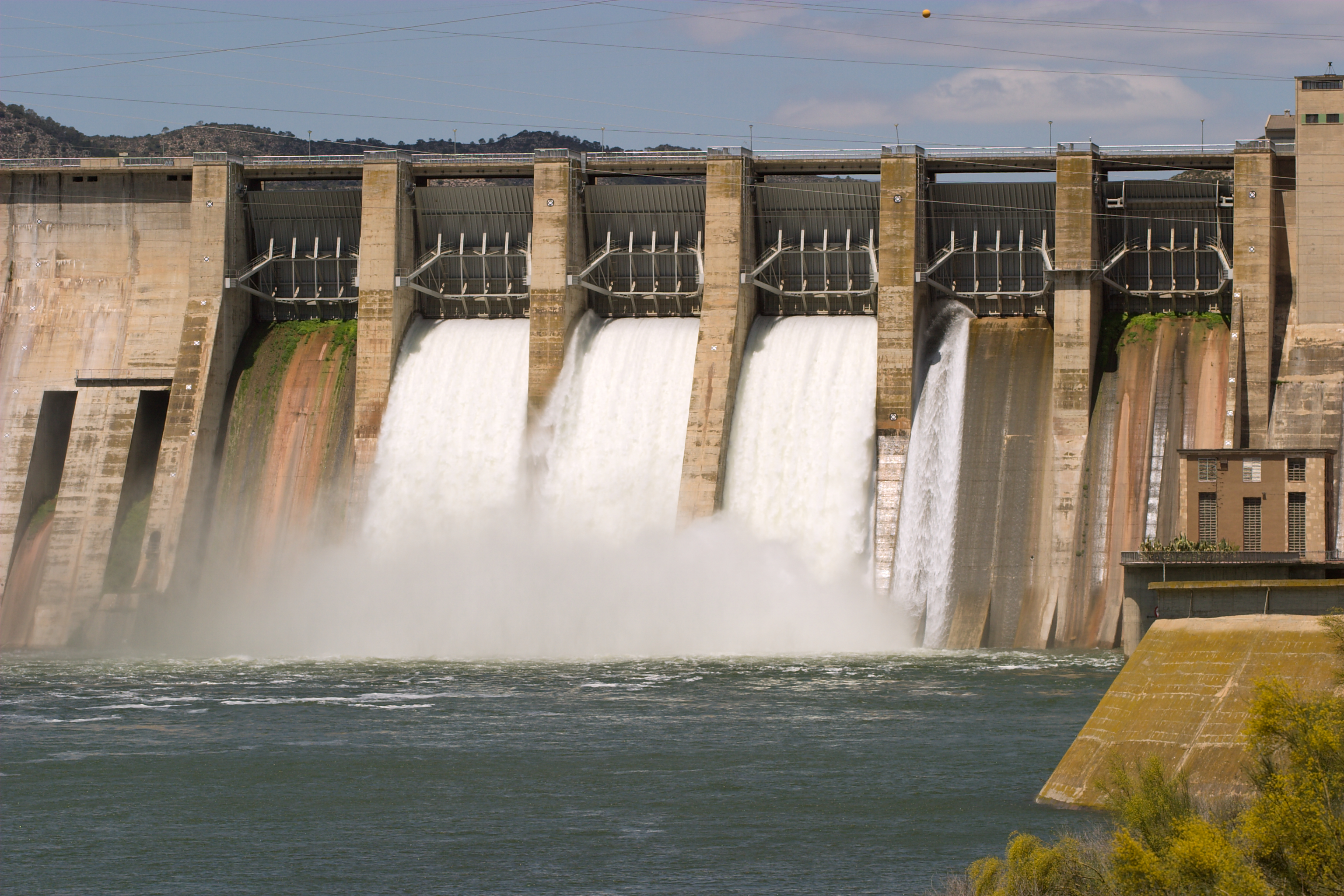
Presa de Mequinenza

Construida en 1966 sobre el río Ebro, tiene una superficie de 7540 ha de lámina de agua, siendo el mayor embalse de Aragón. Su volumen alcanza los 1530 hm³, dedicándose a la producción de energía eléctrica. Tiene una anchura media de 600 m y su profundidad llega a superar los 60 m. La presa, de 79 m de altura, se apoya en las estribaciones calizas de las sierra de Montenegre y de La Huerta, en el término municipal de Mequinenza. El embalse recibe la denominación geoturística de mar de Aragón, al estar toda su superficie dentro de esta comunidad autónoma, sirviendo en algún tramo de límite provincial entre Huesca y Zaragoza. Anega parte de los términos municipales de Mequinenza, Fraga, Caspe, Chiprana, Sástago y Escatrón.
La construcción de la presa de Mequinenza, por concesión a la empresa ENHER del aprovechamiento hidroeléctrico integral de un tramo del río Ebro en 1955, dio origen a este gran embalse cuya longitud es de unos 110 km y posee unas "costas interiores" de alrededor de 500 km. La lámina de agua en la cota máxima es de 121 m. Se embalsó por primera vez en diciembre de 1965 cuando se inundaron 3500 ha de huerta. El ingeniero encargado del proyecto fue el catalán Victoriano Muñoz Oms.
Con una cota de agua de 121,5 m y un área drenada de 55 000 km² es el mayor embalse hidroeléctrico de todo Aragón. Inicialmente contaba con una potencia instalada de 324 MW aunque desde 2010 se ha incrementado a 384 MW, con una producción anual de más de 743 GWh.

#### Embalse de Ribarroja

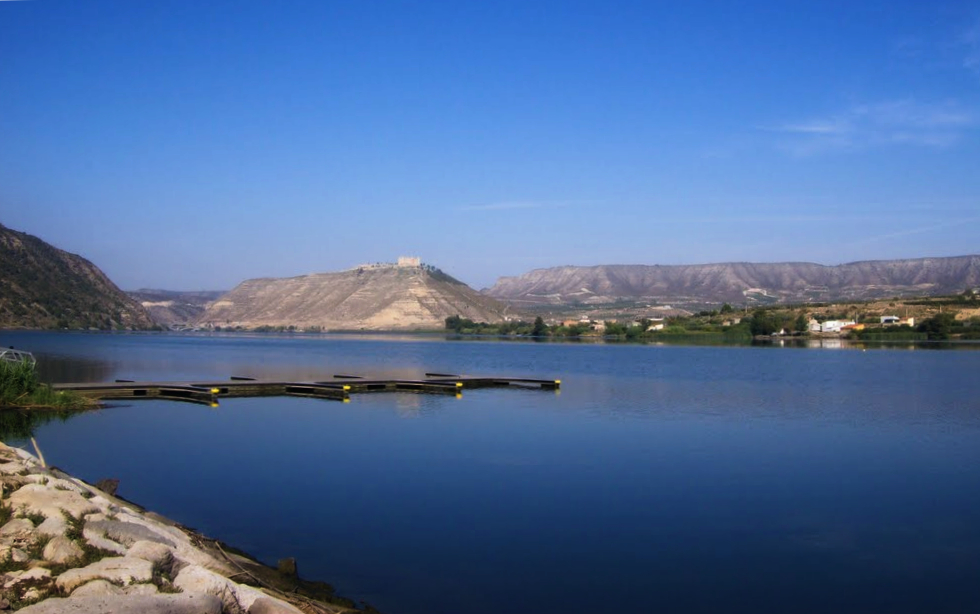
Mar de Aragón en Mequinenza

La cola del embalse de Ribarroja baña también las costas de Mequinenza, solapándose su nivel con el inicio de la Presa de Mequinenza. La presa está situada en el municipio de Ribarroja de Ebro, en la comarca de Ribera de Ebro, en Cataluña, y el pantano, que tiene 38 km de longitud se extiende por la Tierra Alta de Cataluña y el Bajo Cinca aragonés donde se une el Segre y las aguas del Cinca en el conocido como Aiguabarreig de Mequinenza. 
La construcción de este embalse supuso la inundación de las localidades de Mequinenza y Fayón, desapareciendo también la estación de ferrocarril utilizada hasta entonces para cargar el lignito, así como los cargaderos y parte de los ferrocarriles mineros y minas de la cuenca carbonífera de Mequinenza. Durante la guerra civil española, en el lugar que ocuparía el embalse de Ribarroja se desarrolló una parte importante de la batalla del Ebro.

## Cultura

### Lengua
Mequinenza es un pueblo bilingüe, pues si bien la lengua oficial es el castellano, la lengua materna es el catalán en su variedad ribagorzana. Siempre ha sido un municipio que ha intentado dignificar la lengua que habla y en ese sentido ya en los primeros años de la democracia, fue pionero en defensa de su lengua.
El 1 de febrero de 1984 se reunieron en el castillo de Mequinenza los alcaldes de los ayuntamientos de la zona catalano-parlante de Aragón con el consejero de cultura del Gobierno de Aragón, José Bada Panillo. En esta sesión de trabajo se elaboró el documento conocido con el nombre de Declaración de Mequinenza que dio origen al convenio suscrito entre el Gobierno de Aragón y el Ministerio de Educación y Ciencia para implantar la asignatura voluntaria del catalán en los centros docentes de los municipios que quisieron adherirse.

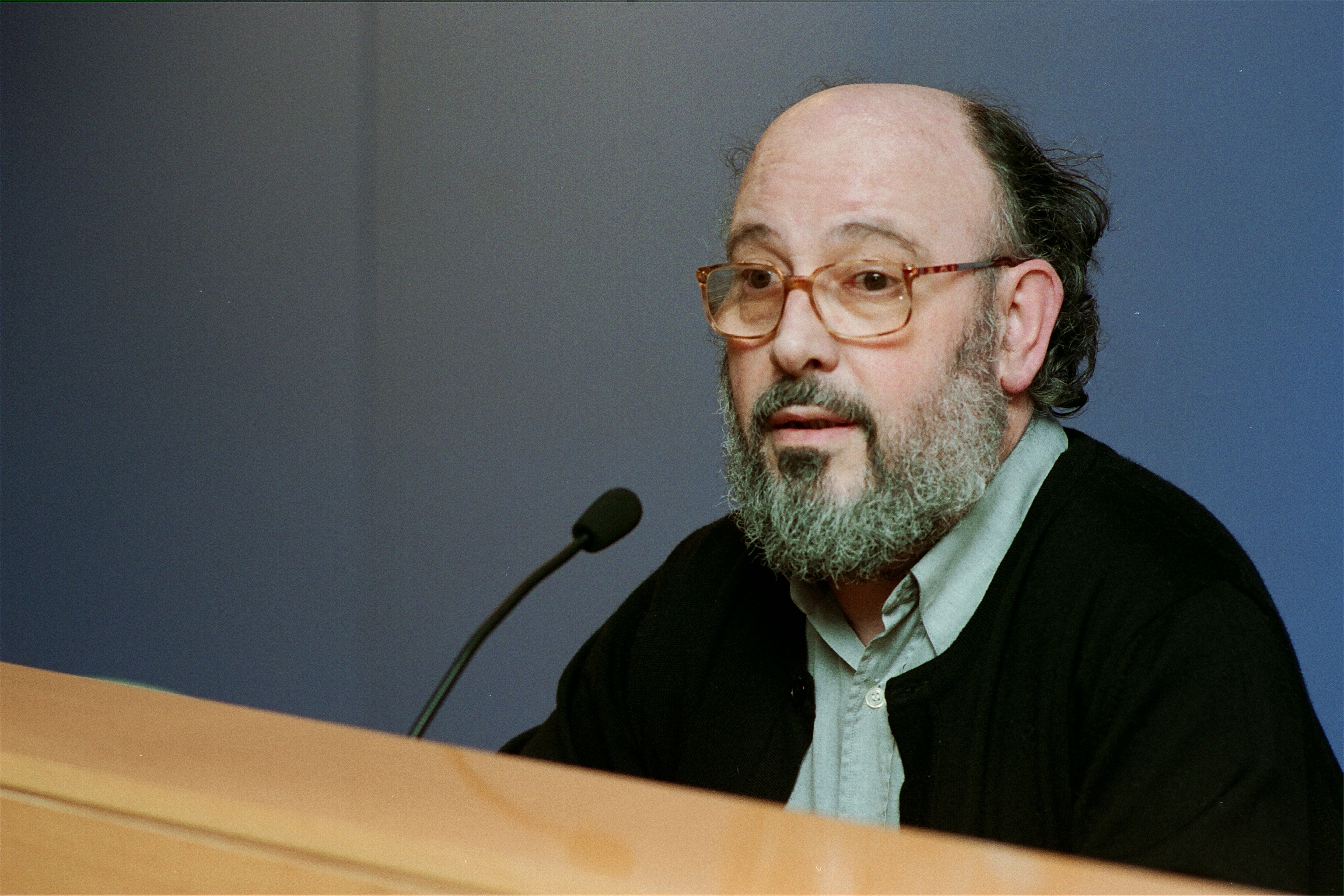
Jesús Moncada

### La Mequinenza de Jesús Moncada
Mequinenza es también un punto de referencia para los amantes de la literatura. Jesús Moncada, el escritor más universal de la población, convirtió la antigua Mequinenza en el escenario protagonista de las múltiples historias personales narradas en sus libros. La novela Camino de Sirga, traducida a más de 20 idiomas (entre ellos el japonés, el sueco o el vietnamita), resulta un amalgama de personajes e historias evocador de la antigua Mequinenza y su trágica desaparición. Considerado uno de los autores en catalán más importantes de su época, recibió varios premios por su obra, entre otros el Premio Ciudad de Barcelona o el Premio Nacional de la Crítica en 1989 por Camí de sirga (Camino de sirga) o la Creu de Sant Jordi, otorgada por la Generalidad de Cataluña en el año 2001. En el 2004 recibió el Premio de las Letras Aragonesas que recogió unos meses antes de su muerte. 
Los Museos de Mequinenza realizan rutas literarias sobre el escritor que recorren el Pueblo Viejo y sitúan, a través de fragmentos de sus libros, a los visitantes en las diferentes narraciones y curiosidades que el autor situó en las mismas calles. En el Espacio Moncada de los museos se puede conocer más a fondo el patrimonio no sólo literario, sino también pictórico y fotográfico que legó a la localidad. El Centro de Estudios Jesús Moncada, situado en la localidad, es también un espacio cultural dedicado a la investigación, estudio y difusión de la figura del universal escritor mequinenzano, así como a la historia y el patrimonio material e inmaterial de la población. Anualmente, promueven el Premio de Investigación Jesús Moncada dedicado a desarrollar proyectos de investigación centrados en la obra y figura de Jesús Moncada o con la historia de Mequinenza.

### Fiestas
- Fiestas Mayores: 17 de septiembre. Celebradas en honor a Santa Agatoclia "La Santa", a quien se venera como patrona, por considerarla hija de Mequinenza, según la tradición.
- Fiestas de Invierno de San Blas y Santa Águeda: Tienen lugar durante los primeros fines de semana de febrero. Desde 2018 están declaradas Fiestas de Interés Turístico de Aragón con actos singulares como la Entrega del Bastón de Mando o el espectacular Concurso de Disfraces Artesanales así como la elaboración de la Coca y el Pa Beneït, junto con celebraciones religiosas y procesiones. Se trata de un festejo popular muy arraigado en la localidad, que se celebra desde hace varios siglos con activa participación de la población en la que tienen un notorio protagonismo las mujeres de la localidad.[6]

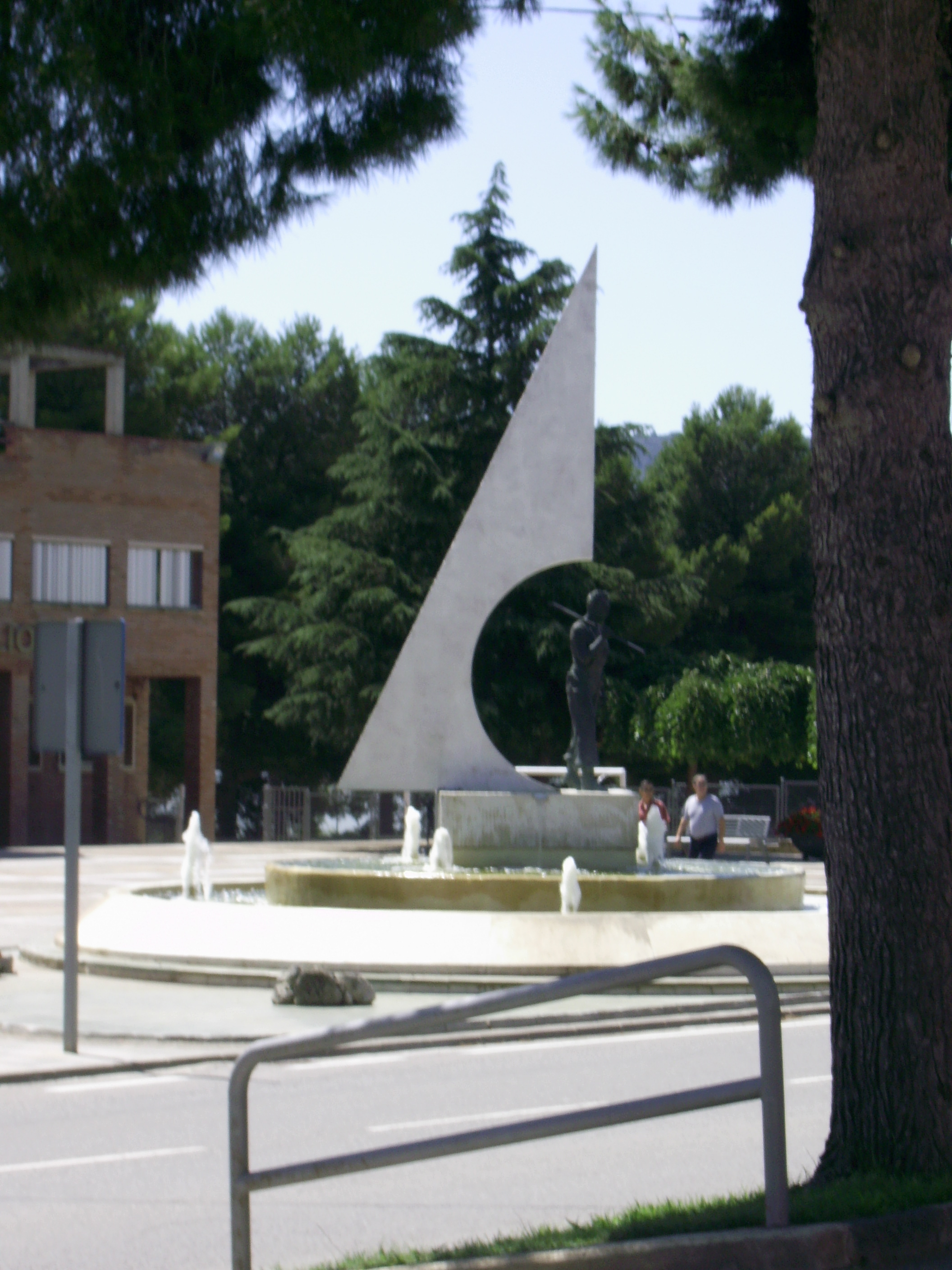
Estatua del Minero

### Gastronomía
Mequinenza cuenta también con variedad de platos tradicionales, entre los cuales podemos citar los siguientes:
- Olla barrejada: Plato típico a base de garbanzos, carne, patatas, fideos o arroz preparado especialmente para los mineros que la consumían durante los días de trabajo por ser un plato esencialmente energético ideal para realizar trabajos de gran esfuerzo prolongado. En ocasiones, se llegaba a guisar en las propias dependencias de las explotaciones mineras.
- Olla d'oli: Plato similar a la olla barrejada pero sustituyendo la carne por verduras. Se solía comer en verano.
- Paellada: Plato que se comía en verano sobre todo para cenar y con frecuencia elaborado unas horas antes de consumirlo. Consiste en una fritada de verduras cocidas a fuego muy lento.
- Cocas de San Blas y Santa Àgueda: Repostería tradicional artesana a base de aceite, harina y agua que se elabora por las comisiones de San Blas y Santa Àgueda durante las fiestas de invierno. Los secretos de la elaboración de la receta son celosamente guardados por cada comisión, provenientes de una larga tradición histórica.

Así mismo, se pueden encontrar productos de proximidad elaborados en Mequinenza como el aceite de oliva (cabe recordar que a la población se la conocía durante la época musulmana con el sobrenombre de "az-Zaytún" que significaría tierra de olivos), la miel (siendo históricamente apreciadas la de cerezo, romero y tomillo) o la cerveza artesana.
La cereza de Mequinenza es particularmente apreciada ya que la zona ofrece un microclima que permite obtener las primeras producciones de cereza a campo abierto de toda Europa ofreciendo unas cerezas con cualidades organolépticas excepcionales tanto en dureza, color como en dulzura. Las variedades más tempranas se destinan al mercado nacional mientras que las tardías se exportan a mercados del centro y norte de Europa, a los Emiratos o incluso a Asia. Así mismo, también pueden encontrarse variedades de melocotón, nectarina, uva, paraguayo o platerina.
Anualmente se celebra en el Recinto Náutico la Birratrobada - Feria de la Cerveza Artesanal y el Producto Agroalimentario de Mequinenza  donde pueden degustarse diversas variedades de cerveza artesana y disfrutar una selección de productos artesanos de proximidad así como diferentes actividades infantiles, talleres o actividades deportivas acuáticas.

## Localidades hermanadas

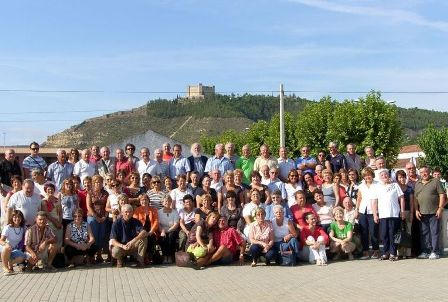
Visita del comité de hermanamiento de Bressuire a Mequinenza

- Bressuire (Francia)